# F–22 Raptor
Az F–22 Raptor amerikai gyártású vadászbombázó, a világ első ötödik generációs harci repülőgépe. Az Amerikai Légierőnél az F–15 Eagle és az F–117 Nighthawk vadászrepülőgépeket tervezték leváltani vele, de később továbbfejlesztették, hogy bombázó feladatokra is képes legyen. Kiemelkedő manőverezőképessége, lopakodó kialakítása, fejlett avionikája és fegyverzete miatt jelenleg kevés olyan repülőgéptípus van, amely a siker reményével vehetné fel vele a harcot. Repülési képességei és manőverezőképessége a többi vadászrepülőgéppel szemben a szuperszonikus sebességtartományban is jó, utánégető használata nélkül is tartósan képes 1,5 Mach sebességgel repülni. A tolóerővektor-eltérítéssel felszerelt hajtóműve miatt igen kis sebességgel repülve is képes intenzív manőverezésre.
Ára rendkívül magas, 120 millió dollár körüli, ha 750 darabot gyártanának belőle (a minimális, 183 darabos megrendelésre vetítve a program teljes költségvetését, 360 millió dollár), ezért exportja nem valószínű (bár Ausztrália, Dél-Korea, Izrael és Japán érdeklődött a gép iránt, az Egyesült Államok egyelőre nem hajlandó a repülőgép eladására részben az újszerű és titkos szerkezeti megoldások miatt), az USAF által rendszeresítendő gépmennyiség is folyamatosan csökken, az eredeti 750 darab helyett végül csak 187 darab hadrendi repülőgép építése valósult meg.

## Története

### Előtanulmányok
A hidegháború alatt a fegyverrendszerek erőltetett ütemű fejlesztésének megfelelően az F–15 Eagle hadrendbe állításával egyidőben a repülőgépgyártó cégek tanulmányterveket készítettek a közeljövő új vadászrepülőgépeiről, melyeket a Légierő különféle kisebb kutatási és fejlesztési szerződésekkel honorált, többek között az elavulófélben lévő F–4 és F–111 repülőgépek leváltására készítendő vadászbombázó repülőgépek fejlesztésére (ezt a feladatot később az F–16 Fighting Falcon kapta meg). Ezekből a korai tanulmánytervekből született többek között az F–117 Nighthawk, valamint ezekre épült az A–12 Avenger II repülőgép fejlesztése is, melyet később beszüntettek. A Szovjetunióban az 1980-as évekre fejlesztették ki a MiG–29 és a Szu–27 repülőgépeket, valamint a levegő-föld és a légiharc-rakéták új generációját, melyek megközelítették a meglévő amerikai gépek eredményességét.
Az Amerikai Légierő Repülési Rendszerek Részlege (Aeronautical Systems Division, ASD) szakemberei megkezdték az utódtípussal szemben elvárt követelményrendszer kidolgozását, amely alapján 1981-ben javaslatokat kértek a repülőipar fő szereplőitől az általuk elképzelt új repülőgépek fő paramétereiről (RFI – Request for Information, Információkérés). A követelményrendszer legfőbb elemei voltak:
- Alacsony észlelhetőség: Már a nyolcvanas évek elemzései is kimutatták, hogy a közeljövő vadászrepülőgépének legfontosabb újítása az alacsony észlelhetőség: a vietnámi tapasztalatok elemzése (a Red Baron Study, azaz a Vörös Báró Tanulmány, amit az első világháborús Manfred von Richthofen ászpilótáról neveztek el) azt mutatta, hogy a lelőtt gépszemélyzetek nem kevesebb mint 50%-a nem vette észre támadóját a tűzmegnyitás előtt.
- Sebesség: Szupercirkálás (tartós szuperszonikus repülés utánégető használata nélkül), hogy a repülőgép gyorsan érhessen a hadszíntérre, majd azt gyorsan el is hagyhassa. Az utánégető nélkül elérendő legnagyobb sebességet 1,5 Mach-ban szabták meg.
- Tolóerővektor-eltérítés a kiemelkedő manőverezőképesség eléréséhez, minden sebességtartományban. A repülőgépnek 10 000 m repülési magasságon (30 000 láb) 1,5 Mach sebességnél 5g, 1 Mach sebességnél 6g túlterhelést kell elviselnie, 3000 m-en (10 000 láb) rövid ideig 9g-t.
- Nagyfokú automatizáltság és fejlett pilótakabin, hogy a pilóta ne a gép rendszereinek üzemeltetésére, hanem a harc megvívására koncentráljon.
- Beépített önellenőrző rendszerek a megbízhatóság javítása és az üzemeltetés egyszerűbbé, olcsóbbá tétele érdekében.
- STOL (Short Takeoff and Landing – Rövid fel- és leszállás) képessége. Ez a NATO európai tagjainak kérésére került be a követelmények közé, hogy a légifölényt az európai hadszíntéren akkor is biztosítani tudják, ha a repülőterek használhatatlanná válnak. Ezt a követelményt az ATF program közzétételének idejére kivették az elvárások közül, mert teljesítése aránytalanul nagy áldozatokkal járt volna.

A javaslatok kiértékelését 1982 őszére fejezték be. A beérkezett tanulmányterveket négy fő csoportra osztották.
- N (Numbers): Nagy számban gyártható, olcsó, kis méretű repülőgépek. (Leginkább az F–5 és F–16 repülőgépekhez hasonlító megközelítés.)
- SDM (Supersonic Dash and Maneuver): Gyors és jól manőverező repülőgépek. (Hasonló megközelítés az F–15-höz.)
- SLO (Subsonic Low Observables): Csupaszárny repülőgépek, melyek nehezen észlelhetők. (Az F–117 és az A–12 Avenger II hasonló.)
- HI (HIgh-Mach/HIgh-altitude): Nagy sebességű és magasan repülő, irányított rakétákkal és bombákkal felfegyverzett gépek.

A koncepciók elemzése a leghatékonyabbnak az SLO, a másodiknak az SDM kialakítású gépeket tartotta. Az N és a HI megközelítést elvetették. Ezután megkezdték az ATF (Advanced Tactical Fighter – Fejlett Taktikai Vadász) program kidolgozását, melyet 1983 májusában tettek közzé.

### Az ATF-program
A 750 repülőgép megrendelését ígérő felhívására hét cég, a Boeing, a General Dynamics, a Grumman, a Lockheed, a McDonnell-Douglas, a Northrop, és a Rockwell adott be pályázatot. Eredetileg négy győztes kihirdetését tervezték, melyeknek egyenként 100 millió dollár támogatást adtak volna koncepciójuk részletes kidolgozásához, majd a négy beadott terv közül akarták kiválasztani a végső győztest. A pályázat követelményrendszerét és határidejét többször módosították, majd teljesen meg is változtatták: a nyertesek számát négyről kettőre csökkentették, ők viszont egyenként 700 millió dollárt kaptak két-két prototípus megépítésére, a megrendelést a gépek alapos kiértékelése után tervezték. (A Légierő a második világháború óta többször változtatott a beszerzési eljárásain, az F–15-öst a tervek alapján megrendelték, az F–16-os esetében viszont két-két prototípus épült, ennek a programnak a sikere után döntötték el, hogy a későbbiekben ezt a módszert választják, az F–35-ös fejlesztését is hasonló eljárással végezték.) A megnövekedett feladatok miatt a pályázókat konzorciumok alapítására bátorították, de a győztesek kihirdetéséig senki nem tudott a konkurens tervekről semmit. 1986. október 31-én a hét jelentkezőből két cégcsoportot, a Lockheed-et (a Boeinggel és az F–16-ot gyártó General Dynamics-szal hozott létre konzorciumot) és a McDonnell Douglast (a Northroppal) bíztak meg két-két prototípus megépítésével, 691 millió dollárt és 50 hónapot adva a feladatra. A pályázók közül a konzorciumokból kimaradó két cég, a Rockwell és a Grumman esett ki. A pályázó cégek (konzorciumaikon belül) ekkor ismerhették meg egymás terveit, és elemzést hallottak a Légierő azon szakembereitől, akik részt vettek a pályázatok kiértékelésében.
Az Amerikai Haditengerészet hasonló pályázatot írt ki 550 repülőgép beszerzésére, a NATF (Naval Advanced Tactical Fighter – Tengerészeti Fejlett Taktikai Vadász) programot, azonban később ezt a megugró költségek, valamint a haditengerészeti repülés eltérő igényei miatt (kisebb repülési sebesség, szerkezeti megerősítések szükségessége) törölték, és az F/A–18 Hornet továbbfejlesztésével létrehozott F/A–18E/F Super Hornet megvásárlását választották.
A repülőgépek számára a JAFE (Joint Advanced Fighter Engine – Közös Fejlett Vadászrepülőgép-hajtómű) program keretén belül teljesen új hajtóművet fejlesztettek, a repülőgépekhez hasonlóan két prototípust fejlesztve, a Pratt & Whitney az YF119-et (gyári neve PW5000), a General Electric az YF120-at (gyári neve GE37). Mindkét repülőgép egyik prototípusát az YF119, a másikat az YF120 hajtóművel építették meg.

#### Az YF–23

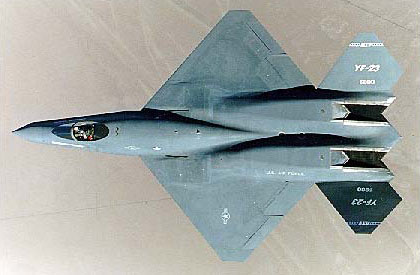
Az YF–23 prototípus

A Northrop által vezetett cégcsoport az YF–23 repülőgépet építette meg (nem hivatalosan a Northrop második világháborús P–61 Black Widow éjszakai vadászrepülőgép után Black Widow II-nek nevezve a repülőgépet). Ellentétben az YF–22-essel, ez inkább egy technológia-demonstrátor volt, amelyet a sorozatgyártás beindítása előtt mindenképpen át kellett volna tervezni. Trapézszárnyas konstrukció volt, V elrendezésű vezérsíkokkal. Hajtóművének levegő-beömlőnyílása a törzs alsó felén volt, a fúvócsöveket a törzs felső felén helyezték el, a repülőgép végénél kissé előrébb, hogy a földről kevesebb infravörös sugárzást lehessen érzékelni. A hajtómű fúvócsövei a konkurens géppel ellentétben nem voltak kitéríthetőek. A gép teljes fegyverzetét, az észlelhetőség és a légellenállás csökkentése érdekében a bombatérben helyezték el, melyet a törzs középvonala alatt alakítottak ki.

#### Az YF–22

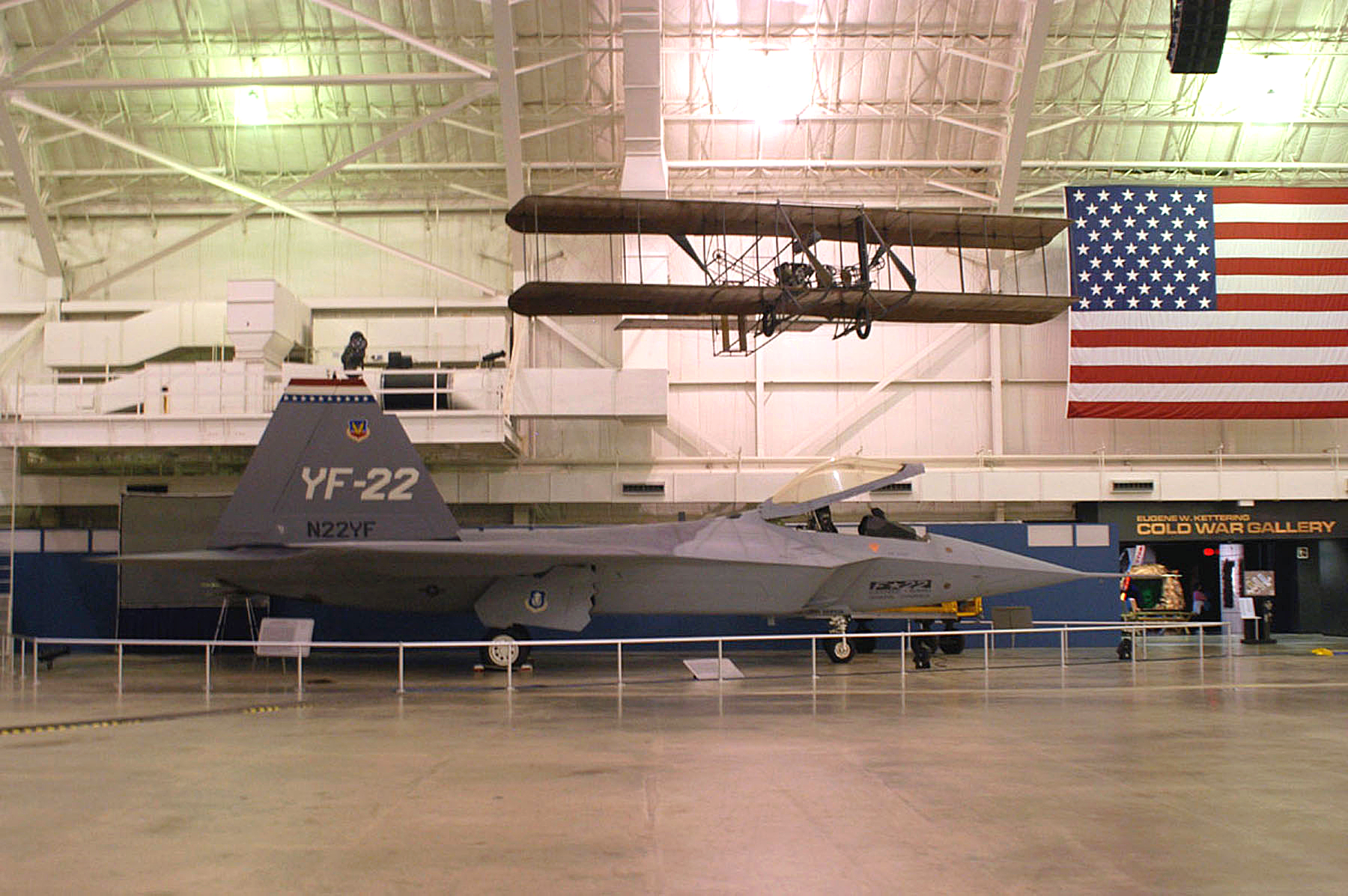
Az YF–22 prototípus az USAF múzeumában. Jól látható a sorozatban gyártott gépétől eltérő kialakítású pilótakabin és orr

A Lockheed, a Boeing és a General Dynamics mérnökei a nyertes tervet alaposan át kellett, hogy tervezzék, a Lockheed koncepciója a mérnökök szerint valószínűleg fel sem tudott volna szállni. A négyéves tervezési időszak első két évét kizárólag a gép koncepcionális tervezésére szánták, majd két évbe telt a prototípus részletes megtervezése és megépítése. A repülőgépet teljes egészében számítógéppel tervezték, a CADAM 2D szerkesztőprogram mellett a General Dynamics saját fejlesztésű ACAD, valamint a Dassault iparági standardnak számító CATIA programjaival.
Az előzetes tanulmányok alapján a repülőgép tömege (50 000 font) és ára nem volt tartható, ezért először a légiharc-rakéták számát csökkentették nyolcról hatra, és a tervezett forgótár helyett a törzs aljába, egymás mellé helyezték el őket. A tömeg további csökkentése céljából 1987 nyarán több alternatívát is terveztek, ekkor alakult ki a szárny jellegzetes, „gyémánt” formája. Ez év őszén és telén teljesen áttervezték a vezérsíkokat, a vízszintes vezérsíkot hátrébb, a függőlegeseket kijjebb tolták. 1988 márciusára dolgozták ki a 631. konfigurációt, amely alapján a prototípusok épültek. A Légierő az utolsó utáni pillanatban, májusban törölte a tolóerő-fordító berendezések szükségességét, mert ezekkel a repülőgép nem lett volna képes a szupercirkáló üzemmódra a berendezések által kiváltott túl magas szuperszonikus légellenállás miatt, így a gépet még egyszer áttervezték, ez lett a 632. változat.
A Lockheed YF–22-t 1990. augusztus 29-én mutatták be, első felszállását ez év szeptember 29-én végezte el, amikor a program vezető berepülőpilótája, Dave Fergusson a Lockheed Palmdale-i üzeméből az Edwards légibázisra repülte. A második prototípus ez év október 30-án repült először. A berepülési program igen intenzív volt, 1990 végére, három hónap alatt el is végezték. Repültek kétszeres hangsebesség, 7g túlterhelés és 60° állásszög felett, mindkét hajtóművel demonstrálták a szupercirkáló képességet, indítottak AIM−9 és AIM−120 rakétát. A mérnökök szeme előtt az YF−16 berepülése lebegett, amelyet hasonló intenzitással hajtottak végre.
A Lockheed szintén második világháborús P–38 Lightningje után Lightning II-nek keresztelték el, később azonban a Raptor (Ragadozó) nevet kapta a légierőtől. (A Lightning II név nem ment veszendőbe: az F–35 könnyűvadásznak ez a hivatalos elnevezése). Az YF–23-hoz képest konvencionális kialakítású, vállszárnyas, osztott függőleges vezérsíkú repülőgép, aerodinamikai elrendezése lényegében megegyezik az előd F–15-ével.
A felállított követelményrendszernek mindkét gép megfelelt. Az YF–22 győzelmét 1991. április 23-án jelentették be. A sikert elsősorban jobb manőverezőképességének köszönhette, valamint annak, hogy egyszerűbbnek tűnt a repülőgép-hordozó fedélzeti változat megépítése. A repülőgép közelebb is állt a sorozatgyártható változathoz, mint az YF–23, ez kevesebb műszaki kockázatot rejtett magában. Hajtóműve elsősorban a kisebb technikai kockázat miatt az YF119 lett. A berepülési programot 1991 októberétől folytatták, 1992. április 25-éig, amikor a PAV–2 (Prototype Air Vehicle – Légi Jármű Prototípus) jelzésű második prototípus a kifutópályának csapódva súlyosan megsérült (a PAV–1-et ekkorra már a fáradási tesztekhez elhasználták).

### A szériaváltozat fejlesztése

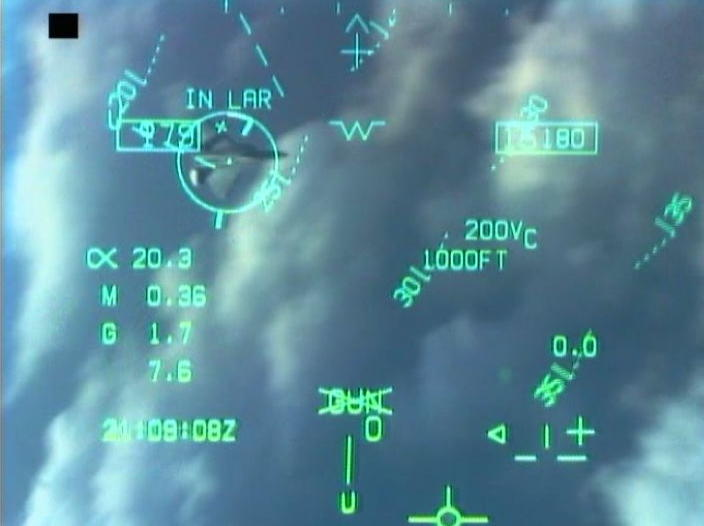
Ritka alkalom: F–22 egy F/A–18 Hornet célkeresztjében. Gyakorló légiharcok során az F–22-est néhányszor már sikerült „lelőni”.

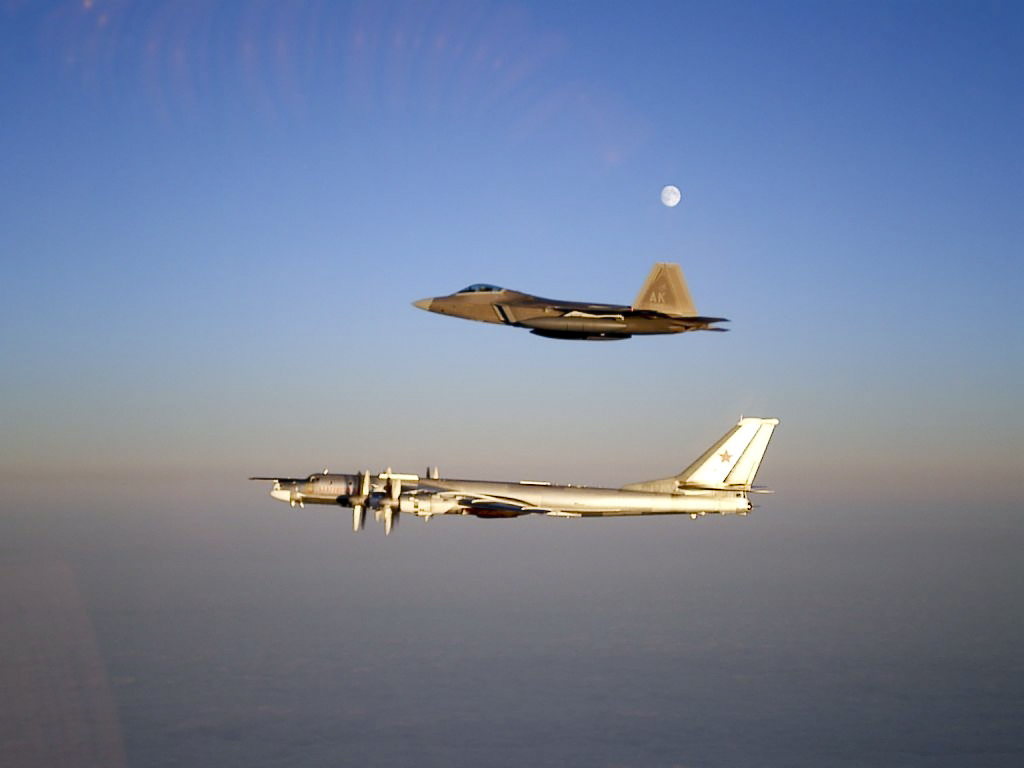
Az alaszkai 90. FS F–22-ese egy, a nemzetközi légtérben elfogott orosz Tu–95-ös nehézbombázót kísér 2007. november 22-én

A prototípusok építésével párhuzamosan folyt a sorozatban gyártható repülőgépek tervezése, amelyet a prototípusok teszteredményeivel értékeltek ki a Légierő szakemberei. A prototípusok kiértékelése megnyitotta az utat a végleges repülőgép kifejlesztéséhez (EMD – Engineering and Manufacturing Development, Tervezési és Gyártási Fejlesztés). A hidegháború végével a repülőgép kifejlesztése veszített fontosságából, a megrendelt darabszámot ennek megfelelően folyamatosan csökkentették (az eredeti 750 darabról 648-ra 1991-ben, 442-re 1994-ben, majd 339-re 1997-ben, ekkor törölték a kétüléses F–22B fejlesztését is).
A legfontosabb eltérések egyike volt, hogy a repülőgép elektronikáját alapvetően leegyszerűsítették, a fejlesztés idején már 16 millió USD-be kerülő berendezések árát maximálták 9 millió dollárban. Elhagyták az infravörös érzékelőt és az oldalra néző rádiólokátort (634. változat). A vízszintes és a függőleges vezérsík felülete megnőtt. A levegőbeömlő nyílások mintegy 30 centiméterrel hátrébb kerültek, a pilótakabin viszont előre mozdult, így a pilóta oldalirányban lefelé jobban lát, nem takarja a levegő-beömlőnyílás a kilátást. A pilótakabin teteje is eltér a prototípusétól, nem olyan jellegzetesen csúcsos, egyenletesebb ívű. A repülőgép össztömegét sikerült csökkenteni. A főfutókat nem előrefelé, hanem oldalirányban húzzák be.
Az előszéria első példánya 1997. április 9-én készült el, kisebb problémák (tüzelőanyag-szivárgás és szoftverhibák) orvoslása után ez év szeptember 7-én repült először, a második példány 1998. június 29-én követte.

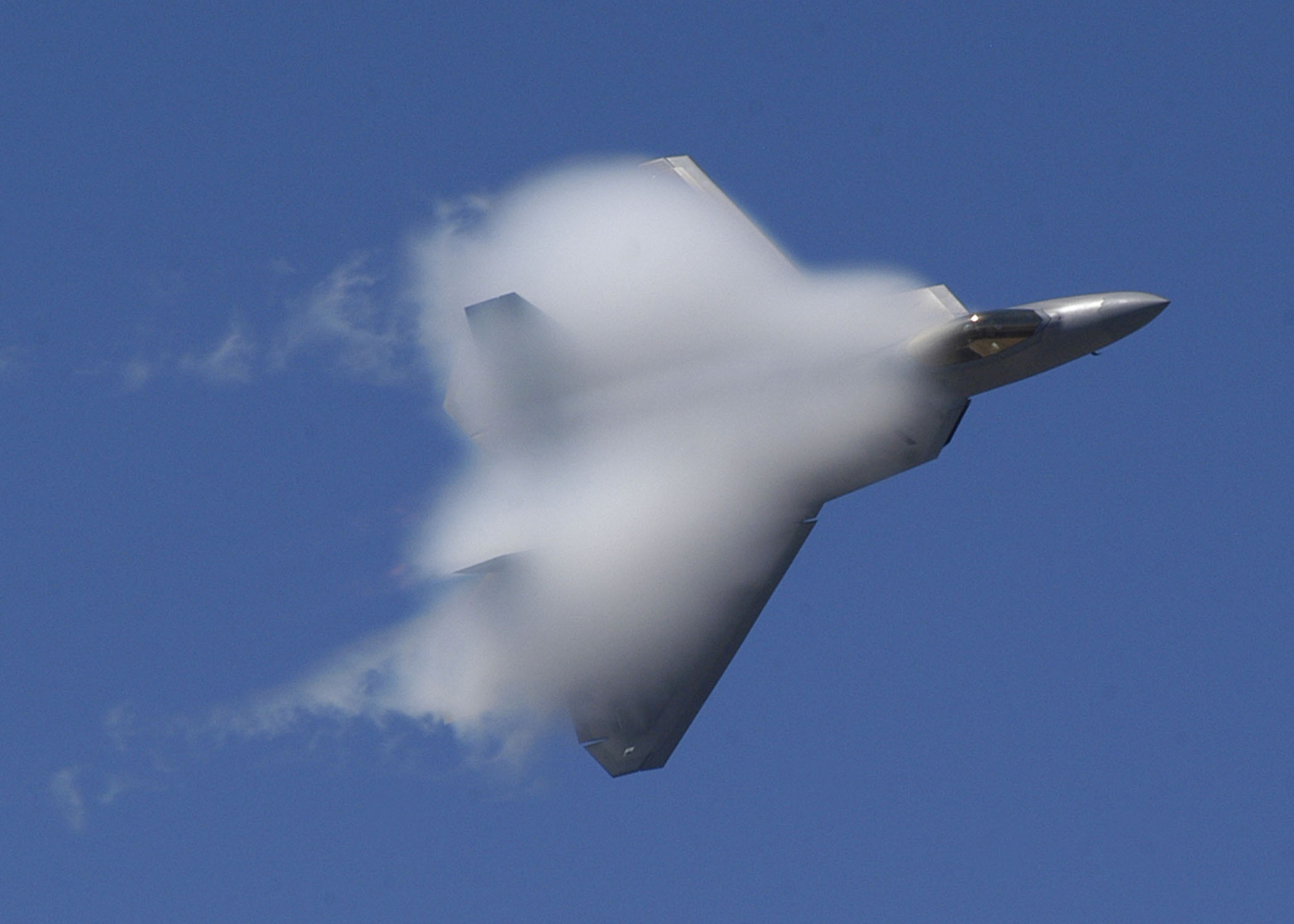
Intenzív manőverezés az F–22 egyik első bemutatóján, Point Mugu-ban, Kaliforniában, 2007. április 1-jén. A repülőgép törzse fölött a légnyomás hirtelen leesik, emiatt a párás levegőből vízpára csapódik ki

### Gyártása
Az első 10 szériagép kis sorozatú gyártását 2001. augusztus 15-én rendelték meg. 2002. szeptember 17-én az elnevezést F–22-ről F/A–22-re változtatták, hangsúlyozva a gép földi célok elleni alkalmazhatóságát (Ezt 2005. december 12-én visszaváltoztatták F–22-re). A sorozatban gyártott gépek teljesítményének kiértékelését 2003-ra fejezték be, a gépet hivatalosan 2005. december 15-én állították hadrendbe. A legyártandó gépek száma folyamatos viták tárgya volt, a legalacsonyabb szám, ami a  elhangzott, a 193 darab volt, azonban a USAF 391 gépet tart minimálisan elfogadhatónak. A 2009-es évben végül 187 darabban határozták meg az üzemeltetett mennyiséget. A gyártás a 195. repülőgéppel leállt, 2012. május 2-án (8 darab épült EMD-változatnak és 187 darabot adtak át a légierőnek, utolsóként a 10-4195 sorozatszámút). Eredetileg összesen két prototípus és hét gyártási alváltozat épült meg, melyek avionikai és szerkezeti elemeit az idők folyamán időszakosan, de egységes szintre emelték. Ezek:
YF–22 (2 darab)87-0700, 87-0701.
Block 1 (2 darab)91-4001, 91-4002.
Block 2 (1 darab)91-4003.
Block 10 (37 darab)
FY1991 (6 db): 91-4004, 91-4005, 91-4006, 91-4007, 91-4008, 91-4009.
FY1999 (2 db): 99-4010, 99-4011.
FY2000 (6 db): 00-4012, 00-4013(†), 00-4014(†), 00-4015, 00-4016, 00-4017.
FY2001 (10 db): 01-4018, 01-4019, 01-4020, 01-4021, 01-4022(†), 01-4023, 01-4024, 01-4025, 01-4026, 01-4027.
FY2002 (13 db): 02-4028, 02-4029, 02-4030, 02-4031, 02-4032, 02-4033, 02-4034, 02-4035, 02-4036, 02-4037, 02-4038, 02-4039, 02-4040.
Block 20 (43 darab)
FY2003 (21 db): 03-4041, 03-4042, 03-4043, 03-4044, 03-4045, 03-4046, 03-4047, 03-4048, 03-4049, 03-4050, 03-4051, 03-4052, 03-4053, 03-4054, 03-4055, 03-4056, 03-4057, 03-4058, 03-4059, 03-4060, 03-4061.
FY2004 (19 db): 04-4062, 04-4063, 04-4064, 04-4065, 04-4066, 04-4067, 04-4068, 04-4069, 04-4070, 04-4071, 04-4072, 04-4073, 04-4074, 04-4075, 04-4076, 04-4077, 04-4078, 04-4079, 04-4080.
FY2005 (3 db): 05-4081, 05-4082, 05-4083.
Block 30 (67 darab)
FY2005 (24 db): 05-4084, 05-4085, 05-4086, 05-4087, 05-4088, 05-4089, 05-4090, 05-4091, 05-4092, 05-4093, 05-4094, 05-4095, 05-4096, 05-4097, 05-4098, 05-4099, 05-4100, 05-4101, 05-4102, 05-4103, 05-4104, 05-4105, 05-4106, 05-4107.
FY2006 (23 db): 06-4108, 06-4109, 06-4110, 06-4111, 06-4112, 06-4113, 06-4114, 06-4115, 06-4116, 06-4117, 06-4118, 06-4119, 06-4120, 06-4121, 06-4122, 06-4123, 06-4124, 06-4125(†), 06-4126, 06-4127, 06-4128, 06-4129, 06-4130.
FY2007 (20 db): 07-4131, 07-4132, 07-4133, 07-4134, 07-4135, 07-4136, 07-4137, 07-4138, 07-4139, 07-4140, 07-4141, 07-4142, 07-4143, 07-4144, 07-4145, 07-4146, 07-4147, 07-4148, 07-4149, 07-4150.
Block 35 (41 darab)
FY2007 (1 db): 07-4151.
FY2008 (20 db): 08-4152, 08-4153, 08-4154, 08-4155, 08-4156, 08-4157, 08-4158, 08-4159, 08-4160, 08-4161, 08-4162, 08-4163, 08-4164, 08-4165, 08-4166, 08-4167, 08-4168, 08-4169, 08-4170, 08-4171.
FY2009 (20 db): 09-4172, 09-4173, 09-4174, 09-4175, 09-4176, 09-4177, 09-4178, 09-4179, 09-4180, 09-4181, 09-4182, 09-4183, 09-4184, 09-4185, 09-4186, 09-4187, 09-4188, 09-4189, 09-4190, 09-4191.
Block 40 (4 darab)10-4192, 10-4193, 10-4194, 10-4195.
Eddig két EMD és négy hadrendi repülőgép semmisült meg repülőeseményekben.

### Alkalmazása
A repülőgépet idáig csak az 1. FW (Fighter Wing – Vadászezred; Langley AFB, Virginia) két századában (a 27. FS és a 94. FS, a harmadik század, a 71. FS egyelőre az F–15-öst repüli tovább) állították hadrendbe, a 90. FS (Fighter Squadron – Vadászszázad; Elmendorf AFB, Alaszka) 2008. szeptember 9-én érte el a kezdeti hadrafoghatóságot (IOC).
Később repülni fogja a gépet a 199. FS (Hickham AFB, Hawaii), és az 531. FS is (Holloman AFB, Új-Mexikó; itt az F–117-eseket váltja le. Az első két gép 2008. június 2-án érkezett meg). Az Air Force Reserve (Légierő Tartalék) is kapott a szupermodern repülőgépekből, a 477th FG (Fighter Group, Vadászcsoport, a század és az ezred közötti mérettel) Elmendorf AFB-n.
A gépek éles fegyveres konfliktusban még nem voltak, de több hadgyakorlaton részt vettek, meggyőző eredménnyel. Először 2005 októberében települt át a 27. FS a „Combat Hammer” hadgyakorlatra, a Hill AFB-re, ahol elsősorban F–15-ösök ellen folytattak légiharc-gyakorlatot. Az F–22-esek 33 szimulált légi győzelmet szereztek anélkül, hogy az ellenség szerepét játszó F–15-ösök egyáltalán megtaláltak volna egyetlen gépet is. 2006 júniusában részt vettek Alaszkában a „Northern Edge” hadgyakorlaton, itt a szimulált légi harcokban saját veszteség nélkül 108 ellenséges gépet lőttek le (egyes források 144 gép lelövéséről szólnak).
2007 februárjában mintegy öt hónapra az egész 27. FS áttelepült Japánba, az Okinawán található Kadena AFB-re, ahol elsősorban japán repülőgépek ellen folytattak légiharc-gyakorlatot (az első hét után a kiváló 140:0 lelövési arányt és szintén kitűnő 97%-os hadrafoghatóságot elérve), emellett valószínűleg az új kínai vadászrepülőgépekről (J–10, Szu–30) megszerzett adatokkal igyekeztek feltölteni a gépek adatbázisát. Az áttelepülés nem ment zökkenőmentesen, a dátumválasztó vonal átlépése pillanatában a repülőgépek navigációs rendszere kifagyott, ezért vissza kellett térniük Hawaiira.
2009 júniusában az Amerikai Egyesült Államok Kongresszusa újabb 12 gép előzetes finanszírozására biztosított keretet, így a legyártott gépmennyiség 183-ról 195-re nőtt, ám a következő hónapban ezt a döntést visszavonták.
2009 júliusában a szenátus és a képviselőház is jóváhagyta a 2010-es költségvetési törvény azon változatát, amelyben már nem szerepel az F–22 építése. Barack Obama elnök 2009 októberében aláírta a 2010-es költségvetési év honvédelmi keretét, és a hadiipari lobbi nyomása ellenére ebben sem szerepelt további F–22 példányok építésére elkülönített összeg.

### Lehetséges exportja
Az Egyesült Államok az F–22 program alatt nem tervezte a gépek exportját, így biztosítva saját technológiai fölényét akár legközelebbi szövetségeseivel szemben is, akiknek a szintén lopakodó, de légi harcban szerényebb kapacitású F–35 Lightning II-t tervezi eladni. Több ország (Japán, Dél-Korea, Izrael és Ausztrália) azonban, különböző okok miatt, folyamatosan érdeklődik a gépek megvásárlása iránt. 2009 nyarán merült fel először, hogy a legesélyesebb vevőjelöltnek, Japánnak mégis eladnának 40-60 gépet, darabonként 250 millió dollárért, ez lényegesen mintegy 60%-kal magasabb az amerikai gépek darabáránál. A Japánnak eladott gépek szerényebb képességekkel rendelkeznének, az újonnan fejlesztendő berendezések mintegy 1 milliárd dolláros költségét Japán állja. A döntés okai között van a 2008-ban kirobbant gazdasági világválság, a gépek eladásával ugyanis számos munkahelyet lehetne megmenteni, valamint a gyártósor üzemben tartásával az egyelőre nagyon kevés gép mellé később újabb gépeket rendelhetne az USAF is. Japán és Dél-Korea esetében az észak-koreai, Ausztrália esetében a kínai fenyegetés is a gépek exportja melletti érv. Amennyiben engedélyezik az exportot, az új változat kifejlesztése 4-5 évbe is telhet, leszállításuk 7-9 év múlva lehet esedékes.
2009. október 28-án Obama elnök aláírta a 2010-es költségvetési év honvédelmi keretét, amelyben többek között felszólította a Pentagont, hogy az készítsen egy beszámolót az F–22 export változatának megvalósíthatóságáról és fejlesztési költségeiről. Egy másik beszámolót az F–22 exportálásának belföldi repülőgépipari hatásairól kért.

### Műszaki hibák és egyéb problémák
Az F–22-es alkalmazásával kapcsolatban számos problémára derült fény, ellentétben több más repülőgéppel, melyek idővel kinövik gyermekbetegségeiket, hadrendbe állítása után nem csökken, sőt, növekszik a meghibásodások száma. A legtöbb a radarabszorbens bevonattal kapcsolatos, ez sokkal kevésbé bírja az esős időjárást, mint ahogyan azt tervezték, javítása pedig meglehetősen bonyolult, a javítóanyag egy napos száradást igényel. A kabintető az elvárt 800 repült óra helyett már átlagosan 330 óra után elkezdi átlátszóságát és szilárdságát veszíteni, emiatt cserére szorul. A szárny és a törzs csatlakoztatására használt titánelemek nem megfelelő minőségűek, emiatt előre meghatározott időszakonként átvizsgálásra szorulnak.
A repülőgépek hadrafoghatósága a felmerülő problémák miatt igen alacsony, 55-64% közötti, az egy repült órára eső karbantartásigényük 2004 és 2008 között 20-ról 34 órára nőtt. Átlagosan 1,7 repült óránként jelentkezik kritikus hiba a repülőgépekben, melyek javítás nélkül alkalmatlanná teszik a bevetésre. A megnövekedett karbantartásigény miatt egy repült óra költsége 44-49 ezer amerikai dollár, ami lényegesen magasabb, mint az előd F–15 Eagle 30 000 dolláros értéke.

## Szerkezeti kialakítás és tervezési sajátosságok

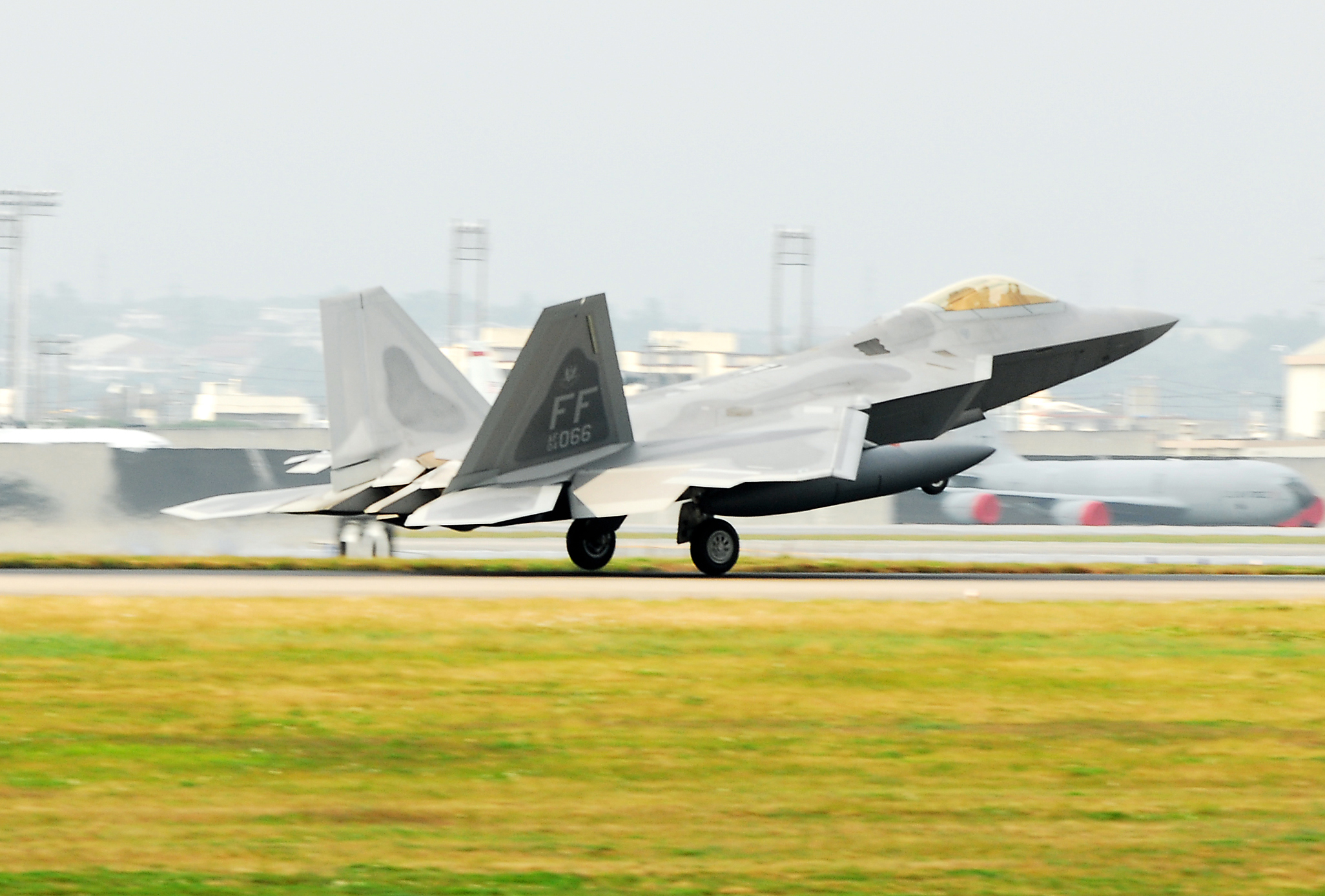
Az USAF 27. vadászszázadának (Langley Air Force Base, Virginia) sorozatgyártású F–22-ese leszállás közben a Kadena légibázison, Japánban, a típus első külföldi áttelepülésén, 2007. február 18-án. A szárnyak alatt tüzelőanyag-póttartályok vannak. Jól látszik, hogy a vízszintes vezérsík és a szárny belépőélei, valamint a levegő-beömlőnyílás felső pereme egymással párhuzamosak

Az F–22 hagyományos aerodinamikai elrendezésű, vállszárnyas konstrukció. A szárnyak belépőélén orrsegédszárnyat, a kilépőéleken fékszárnyat és csűrőlapokat helyeztek el. Az osztott függőleges vezérsíkokat kifelé megdöntötték (így nem zárnak be derékszöget a szárnyakkal és a vízszintes vezérsíkokkal, ez csökkenti a rádiólokátoros észlelhetőséget). A vízszintes vezérsíkok teljes egészében elfordíthatóak, és magassági kormányként és, aszimmetrikusan kitérítve, csűrőként is szolgálnak. A két hajtóművet a törzs hátsó részében, egymás mellett helyezték el, fúvócsövük függőlegesen ±20°-ban kitéríthető, javítva a manőverezőképességet. A repülőgép a levegőben utántölthető, a merev csöves rendszer fogadóberendezését a törzs fölső részén helyezték el. Törzsféklapot nem alakítottak ki, az aerodinamikai fékezést kizárólag a kormányszervek megfelelő kitérítésével végzik: a megosztott függőleges vezérsíkon lévő oldalkormányokat szimmetrikusan kifelé, a csűrőket, szintén szimmetrikusan felfelé, a fékszárnyakat pedig szimmetrikusan lefelé térítik ki. A repülőgép csűrőit és orrsegédszárnyait a megszokottól eltérően úgy alakították ki, hogy azok teljesen a törővégig érnek, így azok kitérített helyzetükben nem vernek vissza több radarsugárzást. Az oldalkormányok kialakítása hasonló a függőleges vezérsíkon. Az F–35 vadászrepülőgépen hasonló megoldást alkalmaznak.
A repülőgép sárkánya titánötvözetekből (39%), kompozit anyagokból (24%) és alumíniumötvözetekből (16%) áll. A futómű hagyományos tricikli elrendezésű.
A költségek csökkentése érdekében a kétüléses gyakorlóváltozat kifejlesztését elvetették, a pilótákat kizárólag szimulátoron, valamint erre a célra átalakított F–16-osokon képzik a repülőgép vezetésére.

### Alacsony észlelhetőség

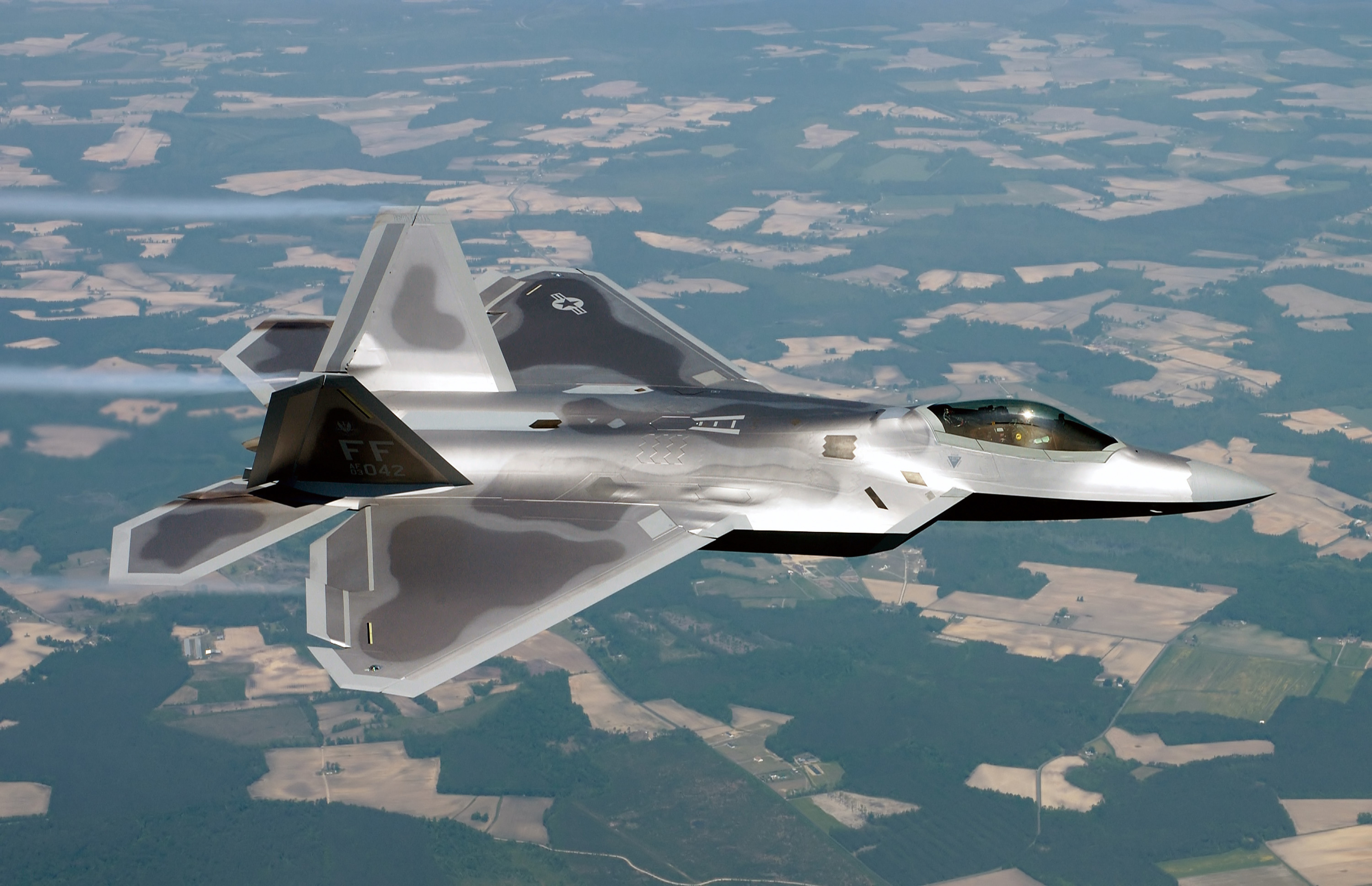
Vadonatúj F–22 Raptor aerodinamikai fékezés közben. Az oldalkormányok, a csűrők és a fékszárnyak szimmetrikusan ki vannak térítve. A gép infravörös kisugárzását csökkentő világosszürke festék közvetlenül a festés után egy ideig még csillog, később ez bemattul

Az F–22 tervezésének legelejétől figyelembe vették az alacsony észlelhetőségre vonatkozó követelményeket, így a gép sárkányának kialakításánál nem csak az aerodinamikai szempontok érvényesültek. A repülőgép hatásos visszaverő keresztmetszete az USAF állítása szerint egy üveggolyóéval megegyező, azaz körülbelül 1–10 cm². Ez mintegy százada-ezrede az F–117, tizede-százada a B–2, hetede-kilencede az F–35, valamint kevesebb mint kétezrede a PAK FA hatásos visszaverő felületének.
Párhuzamosak egymással a levegő-beömlőnyílások oldalsó peremei és a függőleges vezérsíkok, a gép szárnyainak illetve vezérsíkjainak a belépőélei, valamint a levegő-beömlőnyílás fölső pereme és néhány más éles peremű szerkezeti elem, így ezek csak néhány irányba vernek vissza jelentősebb elektromágneses sugárzást. A gépen lévő összes nyílás (futóaknák, fegyverterek, pilótakabin teteje, szerelőnyílások) széle, hasonló okokból, cikcakkos kialakítású, párhuzamos a szárnyak belépőéleivel. A szerelőnyílások egy részénél szükség van bezárásuk után az alacsony észlelhetőség helyreállítására, amelyet erre a célra készült tömítőanyagokkal végeznek.
A sárkány kialakításánál (függőleges vezérsíkok bekötései, szárny-törzs csatlakozás) kerülték a derékszögeket, mert a sugárzást az ilyen elemek pont abba az irányba verik vissza, mint ahonnan az jön. A repülőgép felületeit a néhány él között a folyamatos, íves formák jellemzik, szintén az alacsony észlelhetőség miatt.
A problematikus részeken radarabszorbens anyagokkal csökkentik a repülőgép visszaverő képességét, de a korábbi repülőgépekhez képest ezen anyagok használata visszaszorult, mert jelentős túlsúlyt okoznak. Hagyományos repülőgépeknél a hajtómű fémanyagú kompresszorlapátjai nagyon jó visszaverők, ezért az F–22 szívócsatornája hajlított, azaz szemből nem lehet a levegő-beömlőnyíláson keresztül a hajtóműre rálátni.
A pilótakabin átlátszó tetejét fémes (valószínűleg aranytartalmú) bevonattal látták el, hogy a rádióhullámok ne hatoljanak be a kabinba, mert az ott lévő fém anyagú berendezések, valamint a pilóta sisakja jól vernék vissza a rádiósugárzást. Hasonló okokból fémtartalmú a repülőgépet bevonó festék is.
A repülőgép gyártásánál sokkal nagyobb pontosságot írnak elő, mint más gépeknél, emellett minden egyes kész repülőgép visszaverőképességét egy külön erre a célra épített hangárban ellenőrzik. 2009-ben kisebb botrányt okozott az F–22 program egyik magas rangú döntéshozójának, Darrol O Olsennek a tanúvallomása, amely szerint a gépek gyártása során gyakran rossz minőségű radarabszorbens bevonatot alkalmaztak, egy esetben a bevonat, leválása után, a hajtóműbe kerülve, abban több millió dolláros kárt tett.

### Az F119–PW–100 hajtómű

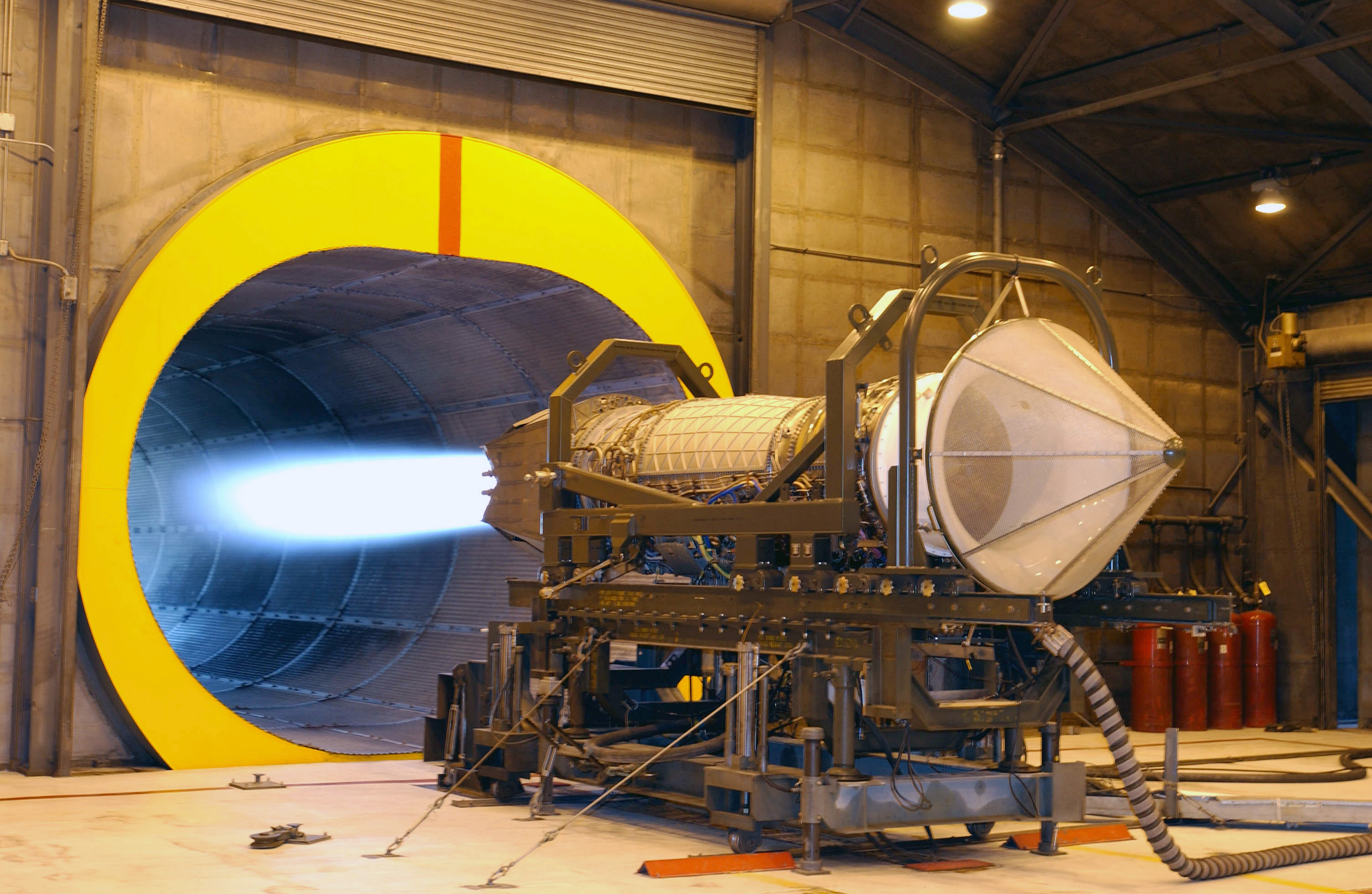
F119–PW–100 hajtómű fékpadi próbája, működő utánégetővel. A lángcsóva előtt látható a szögletes, eltéríthető fúvócső, a hajtómű előtti sokszögű rács az apró tárgyak beszívását akadályozza meg (ez nem része a hajtóműnek)

Az F119 rendkívül kis (jelenleg a legkisebb, 0,15-ös) kétáramúsági fokú, utánégetős gázturbinás sugárhajtómű. Ennek a különlegesen kis kétáramúságnak az oka a szupercirkáló képesség, mint követelmény elérése volt. A nagy levegőátfutású hajtómű (közel 150 kg/sec) igen kedvező propulziós hatásfokkal rendelkezik, de az alacsony kétáramúság miatt utánégető nélkül is nagy a kilépő gáz sebessége, ami miatt a gép forszázs nélkül is képes hangsebesség fölé gyorsulni, sőt, a hangsebesség másfélszeresét is meghaladó sebességet elérni. Ez a hajtómű lényegében egy rendkívül korszerű egyáramú sugárhajtóműnek tekinthető, ahol is a külső áram jóformán csak az infravörös sugárzás csökkentéséhez szükséges. A nagy levegőátfutás miatt a hajtóművek utánégetői a 110 kN statikus tolóerőt 155-160 kN-ra növelik (pontos adat nem nyilvános), a gép így impozáns emelkedő- és gyorsulóképességgel rendelkezik, de a szívócsatorna fix kialakítása miatt maximális sebessége, más, fix geometriájú levegő-beömlőnyílással épült szuperszonikus repülőgépekhez hasonlóan csak kis mértékben haladja meg a hangsebesség kétszeresét. A három fokozatú, titánból készült kisnyomású kompresszort egyfokozatú kisnyomású turbina hajtja meg. Ezzel ellentétes irányban forog a hat fokozatú nagynyomású kompresszor, melyet egyfokozatú, különleges titánötvözet-egykristályból készült nagynyomású turbina hajt meg. A nagynyomású turbinát aktív hűtéssel is ellátták, így lehetővé vált a turbina előtti gázhőmérséklet szokatlanul magasra, mintegy 1980 °C-ra emelése, ami hozzásegít a tolóerő növeléséhez. A kisnyomású kompresszorfokozatokat nem lapátonként gyártják és szerelik össze, hanem az egész lapátkoszorút egy nagyon bonyolult háromdimenziós forgácsolási eljárással (blisk, azaz Blade Disk, lapát-lemez technológia) egyetlen titánötvözet-egykristály tömbből alakítják ki, így ez később semmilyen utólagos állítást vagy beszabályozást nem igényel.
A hajtómű fejlesztése közben szem előtt tartották a könnyű karbantarthatóságot, ezért a hasonló hajtóműveknél 40%-kal kevesebb alkatrészből épül föl. A fontosabb részegységek és kezelőszervek az alsó oldalon helyezkednek el, hogy a szerelők a repülőgép burkolatának megbontása után könnyen hozzájuk férhessenek. Az összes részegység a repülőgéphez rendszeresített hat alapvető szerszám valamelyikével szerelhető vagy cserélhető. A számítógépes vezérlőrendszer redundáns. A hajtómű fúvócsöve szokatlan kialakítású. A szokásos kör keresztmetszetű, változtatható átmérőjű, Laval-fúvócső helyett egy négyszög keresztmetszetű, de még mindig Laval-profilú, függőleges síkban ±20 fokban működő deflektoros megoldás mellett döntöttek a tervezők. Az ok részint az F–117-es gépek lapos fúvócsöveinek az infravörös kibocsátásra gyakorolt kedvező hatásának ismerete, részint az egyszerűbb kialakítás volt. A Pratt & Wittney a körkörösen vektoráló, fúvócsőlamellánként mozgatható P/YBBN (Pitch/Yaw Balance Beam Nozzle) rendszerét csak az YF–119-es kifejlesztése után kezdte tesztelni, így az F–22 sárkányát ennek a rendszernek a befogadásához teljesen át kellett volna tervezni. A tolóerő vektorának kitérítése teljesen összhangban van a gép fly by wire rendszerével, a gép minden sebesség és repülési magasság tartományában. A fúvócső infravörös kisugárzását mesterségesen, hűtéssel csökkentik, a tüzelőanyag megfelelő adalékolásával pedig elérték, hogy a repülőgép mögött nem képződik kondenzcsík.

## Elektronika

### Központi számítógép

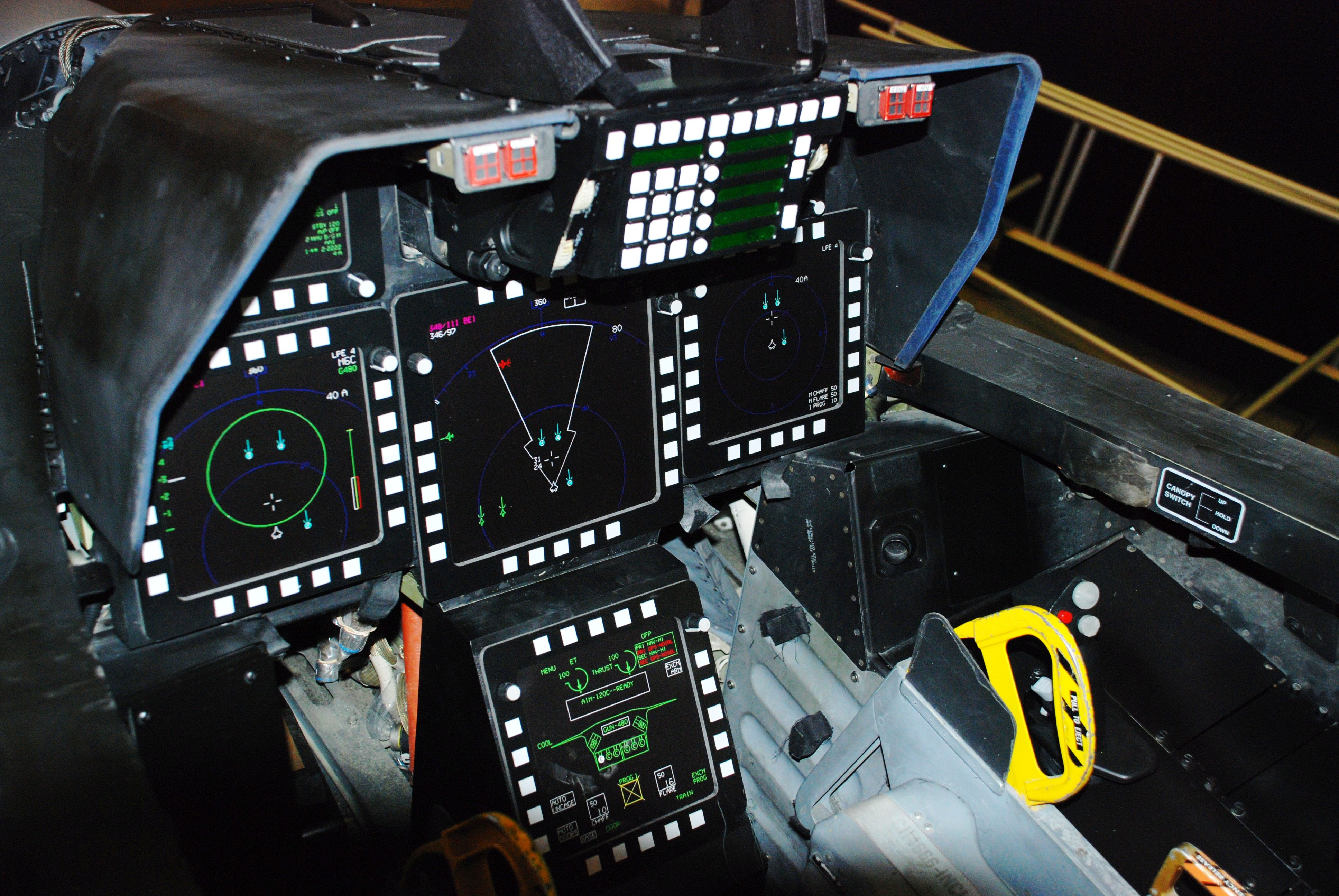
Az F–22 műszerfala

A korábban készült repülőgépeken a gép minden alrendszerének külön jelfeldolgozó egysége volt, amely a kapott adatokat feldolgozva, a saját külön kezelőszervén jelenítette meg, az adatok összevetése a pilóta fejében történt meg. Az F–22-esen két Common Integrated Processor (CIP) elnevezésű központi számítógép biztosítja a repülés közben keletkező összes adat feldolgozását és integrált megjelenítését. Mindkét számítógépben 66 csatlakozóhely található az (Intel i960 és PowerPC alapú) adat- és jelprocesszoroknak (ezeknek jelenleg csak egy részét használják ki, a CIP 1-ben 19, a CIP 2-ben 22 szabad csatlakozó van, a többi a továbbfejlesztések céljára van fenntartva). A számítógépben 300 MByte memória van (650 MByte-ig bővíthető). Teljesítménye 700 Mips, ami később 2000 Mips-re növelhető (ma egy Xbox 360 számítási teljesítménye 6400 Mips), illetve 20 Bops, ami 50 Bops-ra növelhető. A számítógépet főleg Ada nyelven programozzák (ez a Védelmi Minisztérium szabványos nyelve), a teljes szoftverkészlet mintegy 1,7 millió sorból áll. A két számítógép képes egymás feladatainak átvételére, a továbbfejleszthetőség jegyében egy harmadik, ugyanilyen számítógépnek is kialakították a helyét.

### Az AN/APG–77 rádiólokátor
A repülőgép elektronikájának legfontosabb eleme az AN/APG–77 rádiólokátor, melyet a Northrop és a Raytheon fejlesztett ki, maximális hatótávolsága 460 kilométer. A törzs elejébe fixen van beépítve, a fázisvezérelt antennarács sugárnyalábjának eltérítése teljesen elektronikus (AESA – Active Electronically Scanned Array). Ez gyorsabb működést és a mozgó alkatrészek hiánya miatt nagyobb megbízhatóságot eredményez, a rádiólokátor két meghibásodás közötti átlagos üzemidejét (MTBF – Mean Time Between Failures) 450 repült órára tervezik.
Összesen mintegy 2000 adóvevő elemet tartalmaz, melyekek tömege egyenként 15 gramm, teljesítménye 4 watt. Látómezeje vízszintes irányban 120° széles. Mivel az adóvevő elemek egymástól függetlenül működnek, a rádiólokátor egyszerre több feladatot is el tud látni, például több irányban tud egyszerre célokat keresni, miközben másokat egyidejűleg követ. A repülőgépen nincsen külön rádióelektronikai zavaróadó, mert ezt a funkciót is a lokátor vette át. Lehetőség van a lokátorral kisugárzott jelek segítségével nagy távolságú, titkosított kommunikációra is, 2007 júniusában egy kísérleten ennek adatátviteli sebessége 274 Mb/s volt. A repülőgépen lehetőséget hagytak arra, hogy a későbbiekben a repülőgép oldalába is adóvevő elemeket építsenek, ezáltal a lokátor oldalsó és hátsó irányban is érzékelhet célokat (ezeket az elemeket egyelőre költségtakarékosságból nem építették be). A hagyományos lokátoroktól eltérően, melyek egy-egy nagy impulzust bocsátanak ki szabályos időközönként, meghatározott frekvencián, az APG–77 sok gyenge impulzust sugároz ki, mindegyiket eltérő frekvencián, ez csökkenti az esélyét annak, hogy az ellenséges repülőgép besugárzásjelzője érzékelje az F–22-es lokátorát (LPI – Low Probability of Intercept). Egy cél felfedezése után a kisugárzott jelek erősségét azonnal lecsökkentik, hogy a lokátor éppen csak érzékelje a célt, csökkentve ezáltal a lelepleződés esélyét. A lokátor fejlett NCTR (Non-Cooperative Target Recognition – Nem Együttműködő Célok Felismerése) üzemmóddal rendelkezik, ami azt jelenti, hogy a célról képes olyan nagy felbontású kép készítésére, hogy ez alapján a repülőgép típusa megállapítható (A repülőgépek radarképéről egy megfelelően karbantartott adatbázis van az F–22-esen). A sorozatgyártású példányok képesek szintetikus apertúrájú üzemmódra is, ami a földön lévő tárgyakról képes nagy felbontású képet adni.
A rádiólokátort működés közben egy átalakított Boeing 757-esen tesztelték először. A lokátor fejlesztése közben szerzett tapasztalatok alapján tervezik az F–35 Lightning II AN/APG–81, valamint az F–16E/F AN/APG–80 lokátorát.

### Egyéb berendezések
Az AN/ALR–94 radarriasztó rendszer érzékeli a repülőgépet érő rádiósugárzást, megállapítja az egyes adók veszélyességét. A lokátort a célra irányíthatja, de a repülőgép akár rakétát is tud indítani a célra, kizárólag a besugárzásjelző által megjelölt irányba anélkül, hogy a lokátorát bekapcsolná.

## Fegyverzet

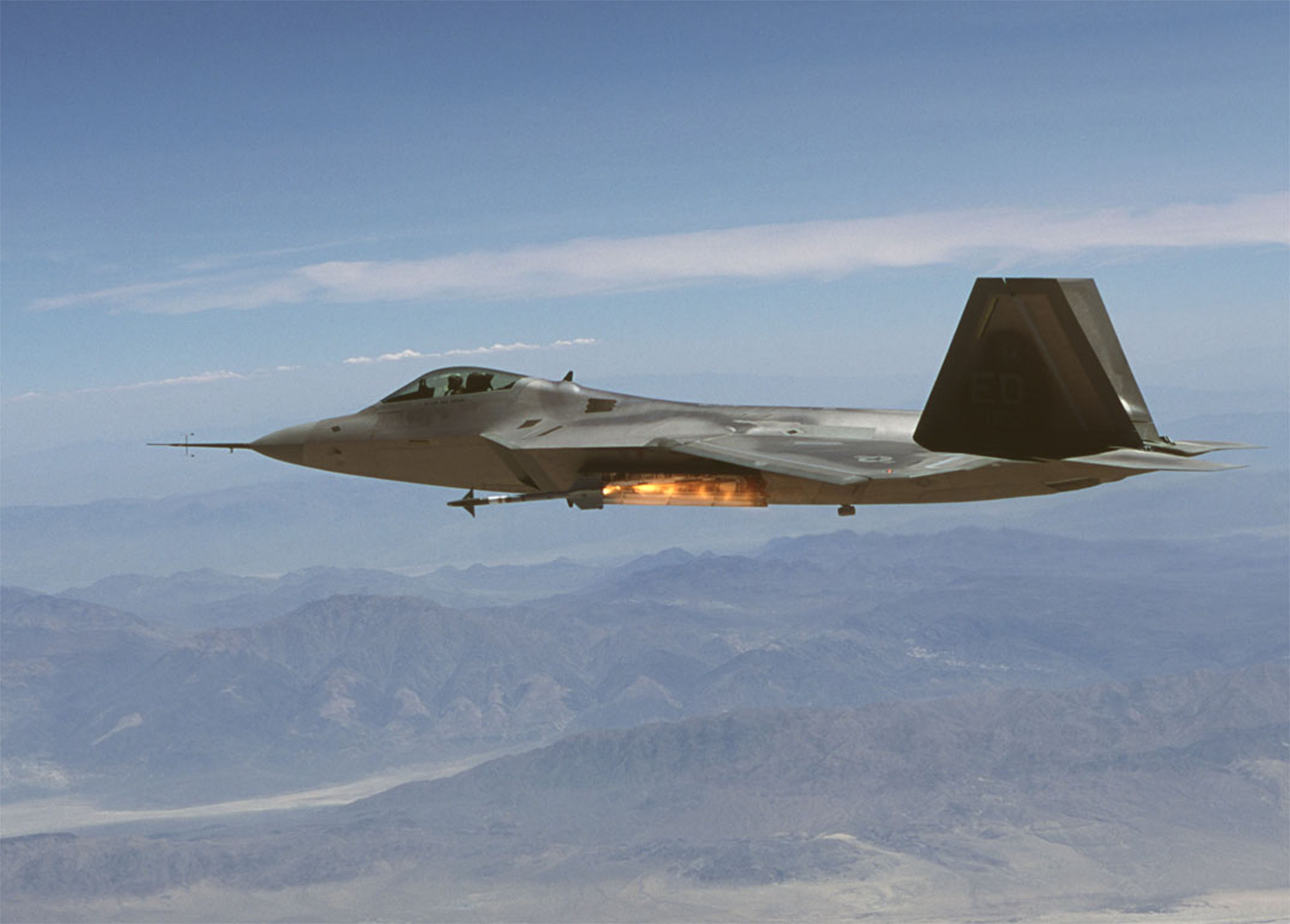
AIM–9X Sidewinder indítása

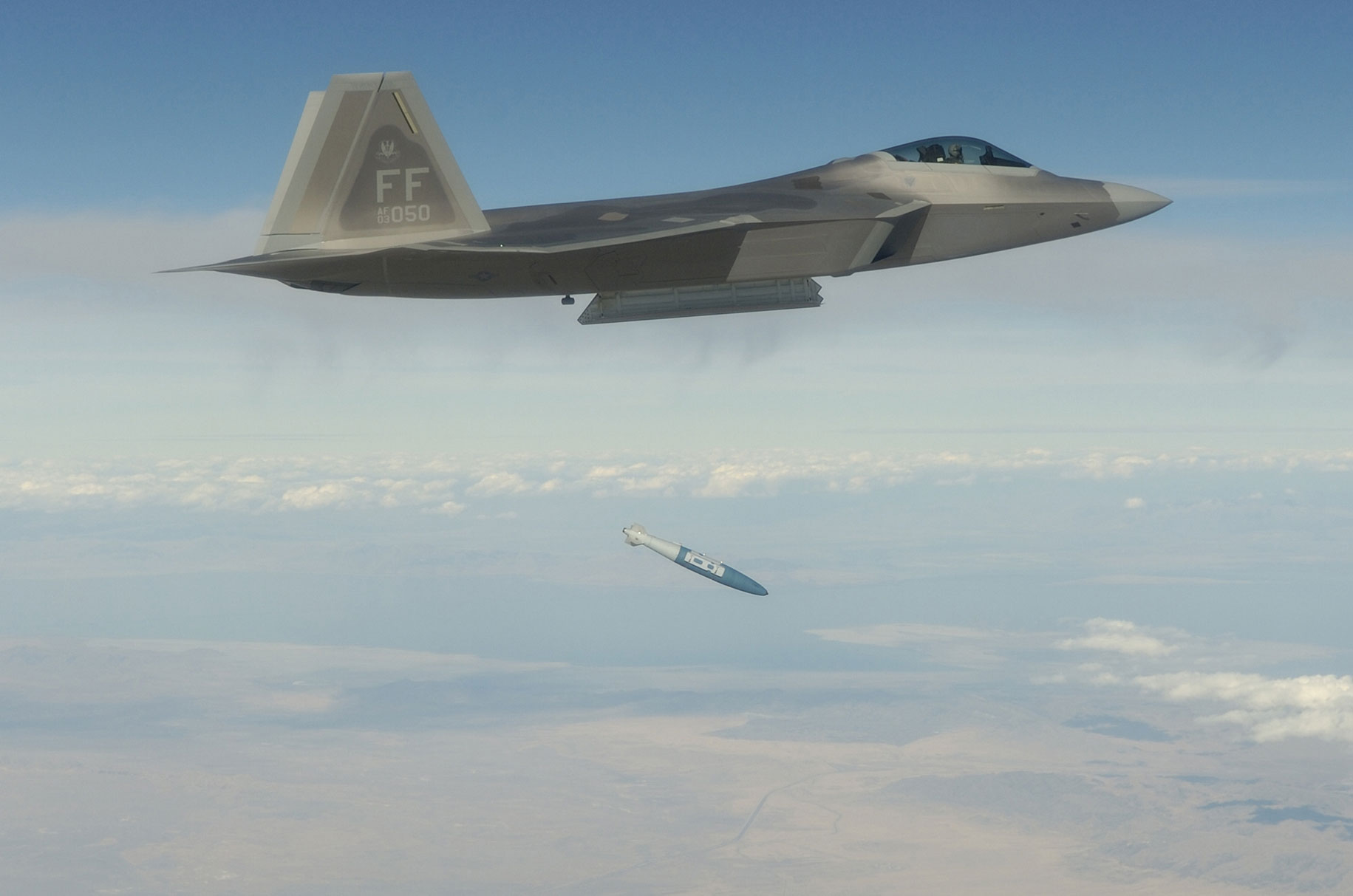
A 27. vadászszázad F–22A Block 20 repülőgépe GBU–32 JDAM GPS-irányítású bombát old ki. A fegyvertér ajtaja még nyitva van

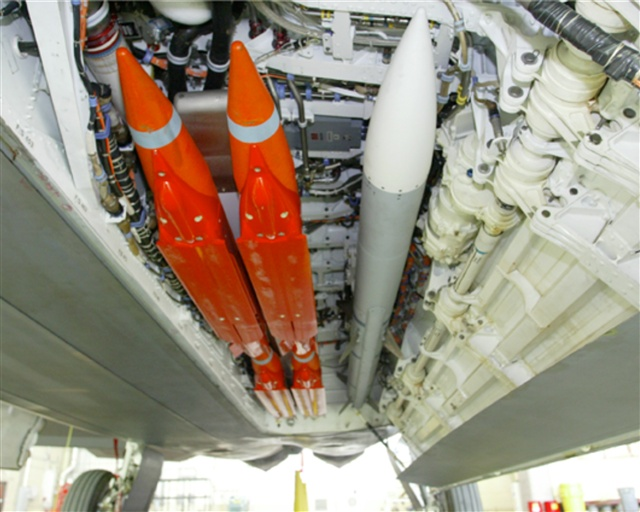
F–22-es központi fegyverterének nyitott bal oldala, négy (piros) GBU–39 SDB-vel és egy (szürke) AIM–120 AMRAAM légiharc-rakétával

A repülőgép jobb szárnyának tövébe egy 20 mm űrméretű M61A2 Vulcan gépágyút építettek be, javadalmazása 480 darab lőszer. A fegyver csőtorkolata egy, a tüzeléskor automatikusan kinyíló ajtó mögött van, ami amellett, hogy elrejti a fegyvert a rádióhullámok elől, egyúttal megakadályozza annak szennyeződését és korrózióját is. A további fegyverzetet a törzsben kialakított négy fegyvertérben, valamint a félszárnyak alatt kialakított két-két fegyverfelfüggesztő csomóponton hordozza. A fegyverterek nyílásai a rakéták indításakor nyílnak csak ki, kevesebb mint egy másodpercre.

### Légiharc-rakéták
A repülőgép légi célok ellen az AIM–120C AMRAAM és az AIM–9M és a korszerűbb AIM–9X Sidewinder rakétákat hordozhatja. A tipikus légiharc-fegyverzet 2 darab AIM–9 és 6 darab AIM–120 rakéta, a fegyverterekben ennyi fér el.
Az AIM–120 AMRAAM rakétákat a két középső, nagyobb fegyvertérbe függesztik, a LAU–142/A AVEL (AMRAAM Vertical Eject Launcher – AMRAAM Függőleges Kilövő Indítósín) berendezésre, ez biztosítja a rakéta megfelelő eltávolodását a repülőgéptől akár 100°/másodperc sebességgel végzett elfordulás esetén is. Az indítósínt hidraulikus és pneumatikus munkahengerekkel egy rombusz alakú mechanizmus előre és lefelé kidobja, mintegy 40 g gyorsulással 8 m/s függőleges sebességre gyorsítva azt. A sín végén deflekort helyeztek el, amely a rakéta égéstermék-gázait lefelé eltereli, hogy azok ne okozzanak kárt a fegyvertérben.
Az oldalsó, kisebb fegyverterekbe az AIM–9 rakétát a LAU–141/A berendezésre függesztik, ennek sok alkatrésze megegyezik a LAU–128/A berendezésével, ami az F–16-osok szárnyainak törővégén van. Az indítósín nyitott állapotában néhány néhány fokos szöget zár be a repülőgép hossztengelyével, a rakéta orra kifelé áll, hogy gyorsabban távolodjon a repülőgéptől az indítás után.

### Földi célok elleni fegyverek
Földi célok ellen a repülőgép egyelőre a 454 kg tömegű GBU–32 JDAM (Joint Direct Attack Munition) fegyvert hordozhatja, ebből két-két AIM–120 rakéta helyére kerülhet egy-egy darab, így a földi célok elleni tipikus függesztmény 2 darab AIM–9 Sidewinder rakéta az oldalsó, kis fegyverterekben, 2 db AIM–120 AMRAAM rakéta és 2 darab GBU–32 JDAM a nagy fegyverterekben. Jelenleg van folyamatban a 113 kilogrammos GBU–39 SDB (Small Diameter Bomb) integrációja, ebből mindegyik nagy fegyvertérbe négy, összesen nyolc függeszthető. 2008. július 11-én történt meg a bomba első szuperszonikus oldása, így a fegyver sokkal messzebbről indítható.

### Egyéb függesztmények
A félszárnyak alatti csomópontok, valamint a rájuk függesztett fegyverzet a repülőgép manőverezőképességét rontja, észlelhetőségét javítja, ezért háborús helyzetben általában nem alkalmazzák (felmerült alacsony észlelhetőségű függesztőberendezések kifejlesztésének az igénye, ezekben, hasonlóan a fegyverterekhez, a csukott ajtók mögött a fegyverek nem befolyásolnák a gép észlelhetőségét).
Mind a négy csomópontra függeszthető egy-egy 2272 literes (600 US gallon) tüzelőanyag-póttartály. Ennek érdekessége, hogy a pilonnal együtt dobják le a szárny alól, ha kiürült, mert a fennmaradó pilon szintén jobban észlelhetővé tenné a gépet.
A tüzelőanyag-póttartályok úgy vannak kiképezve, hogy a fölső részükre, függesztőberendezésük két oldalán, egy-egy (a négy póttartályon így összesen nyolc) légiharc-rakétát lehet elhelyezni (a rakéták szárnyainak egy részét ehhez le kell szerelni), így a repülőgép gyorsan végrehajtott nagy távolságú áttelepüléseknél rakétákból egy teljes további javadalmazást magával vihet. Az áttelepülés végrehajtása után a tüzelőanyag-póttartályokat (a rakétákkal együtt) leszerelik, a gépet feltöltik üzemanyaggal, és a belső fegyvertérben szállított rakétákkal azonnal bevetést repülhet, majd visszatérvén, a kívül függesztett rakétákat a fegyvertérbe betöltve, újabb bevetést teljesíthet gyakorlatilag logisztikai háttér nélkül.

## F-22 a popkultúrában
A Transformers c. mozifilmekben Üstökös (Starscream) járműalakja egy F–22 Raptor.
A Vasember c. mozifilmben F-22-eseket küldenek Starkra.

## Galéria

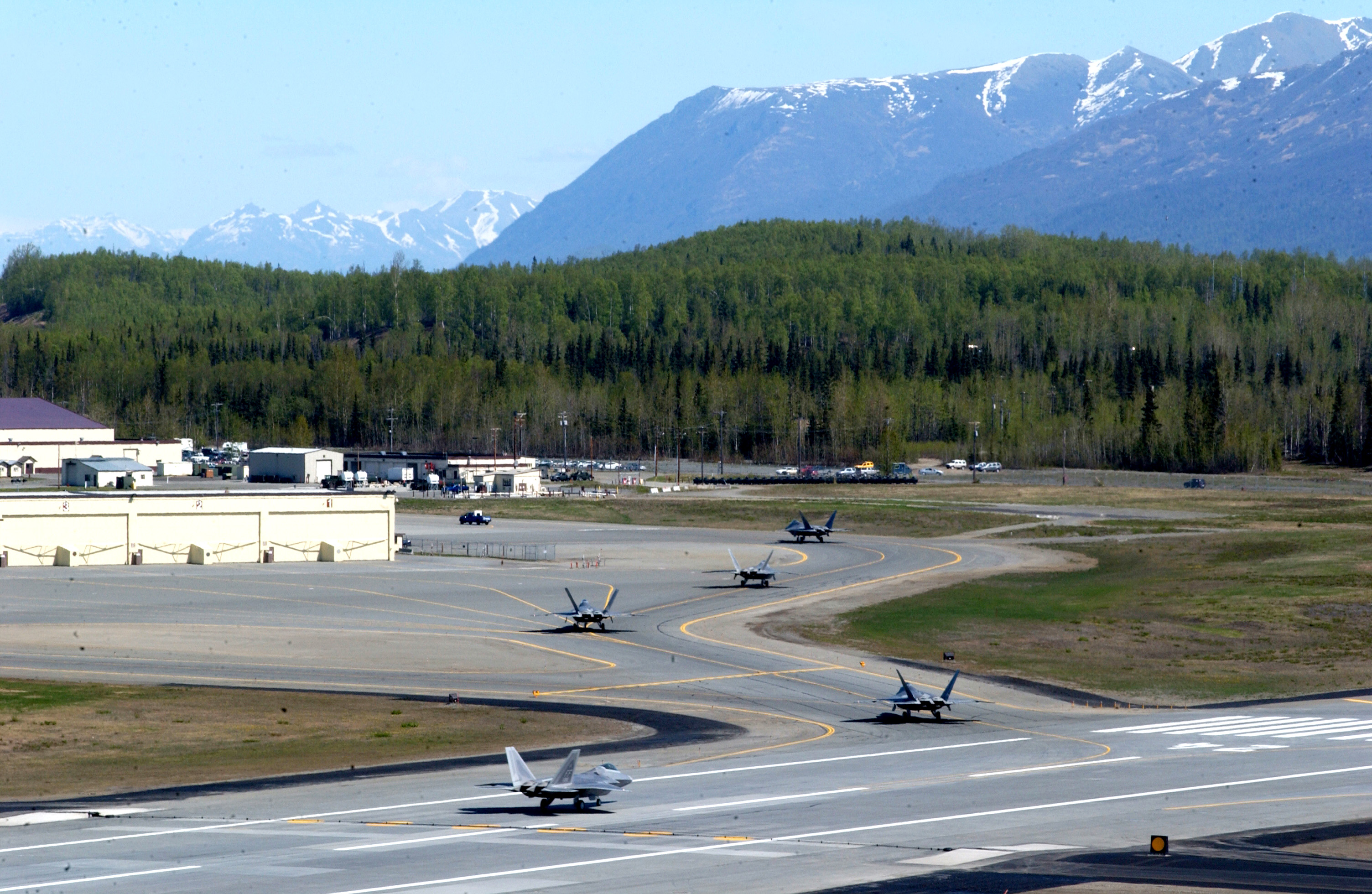
F–22-esek érkezése az Elmendorf AFB-re, Alaszkába, a „Northern Edge” hadgyakorlatra.
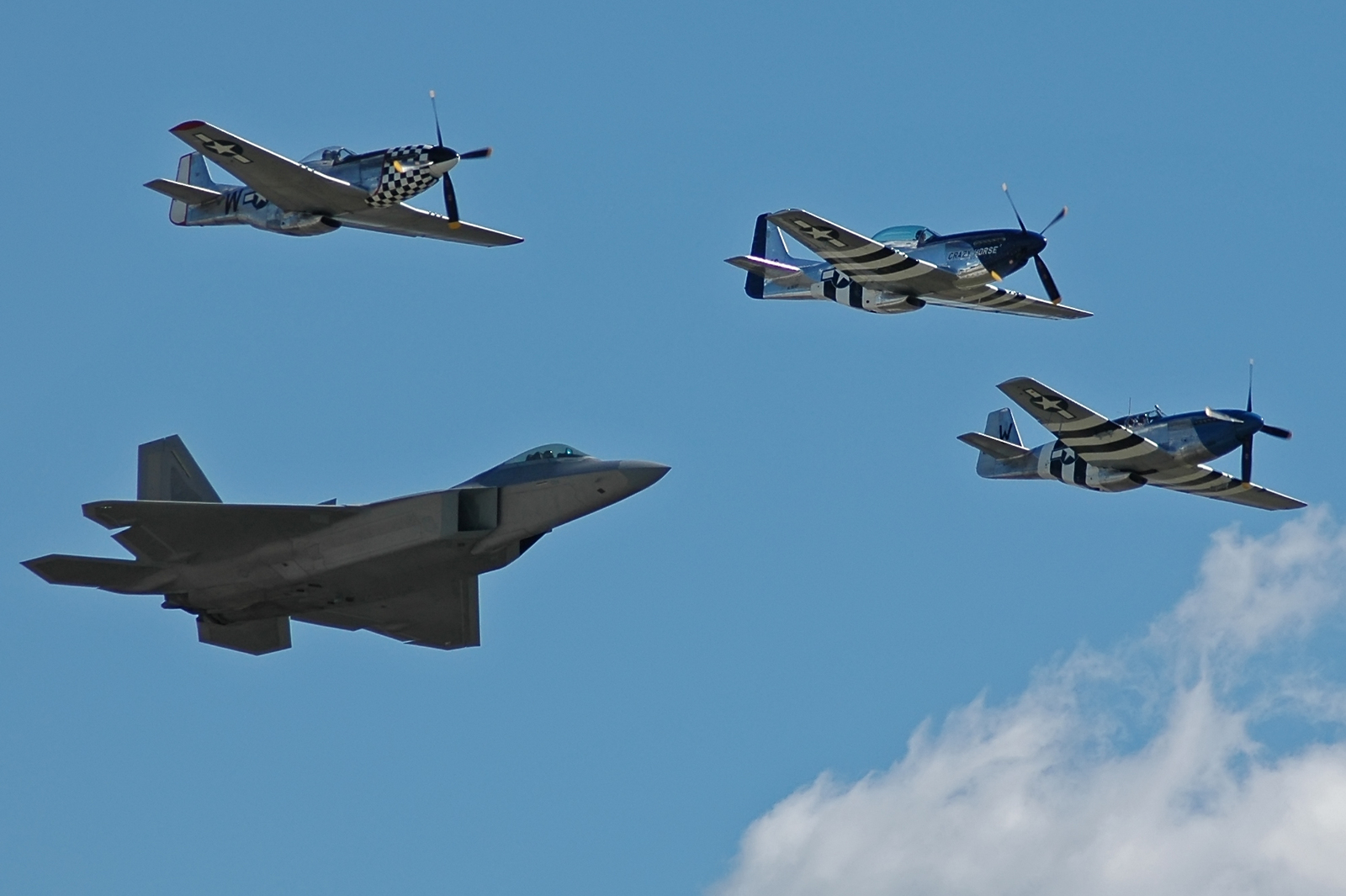
F–22 P–51 Mustangokkal repül kötelékben, 2007. szeptember 28-án
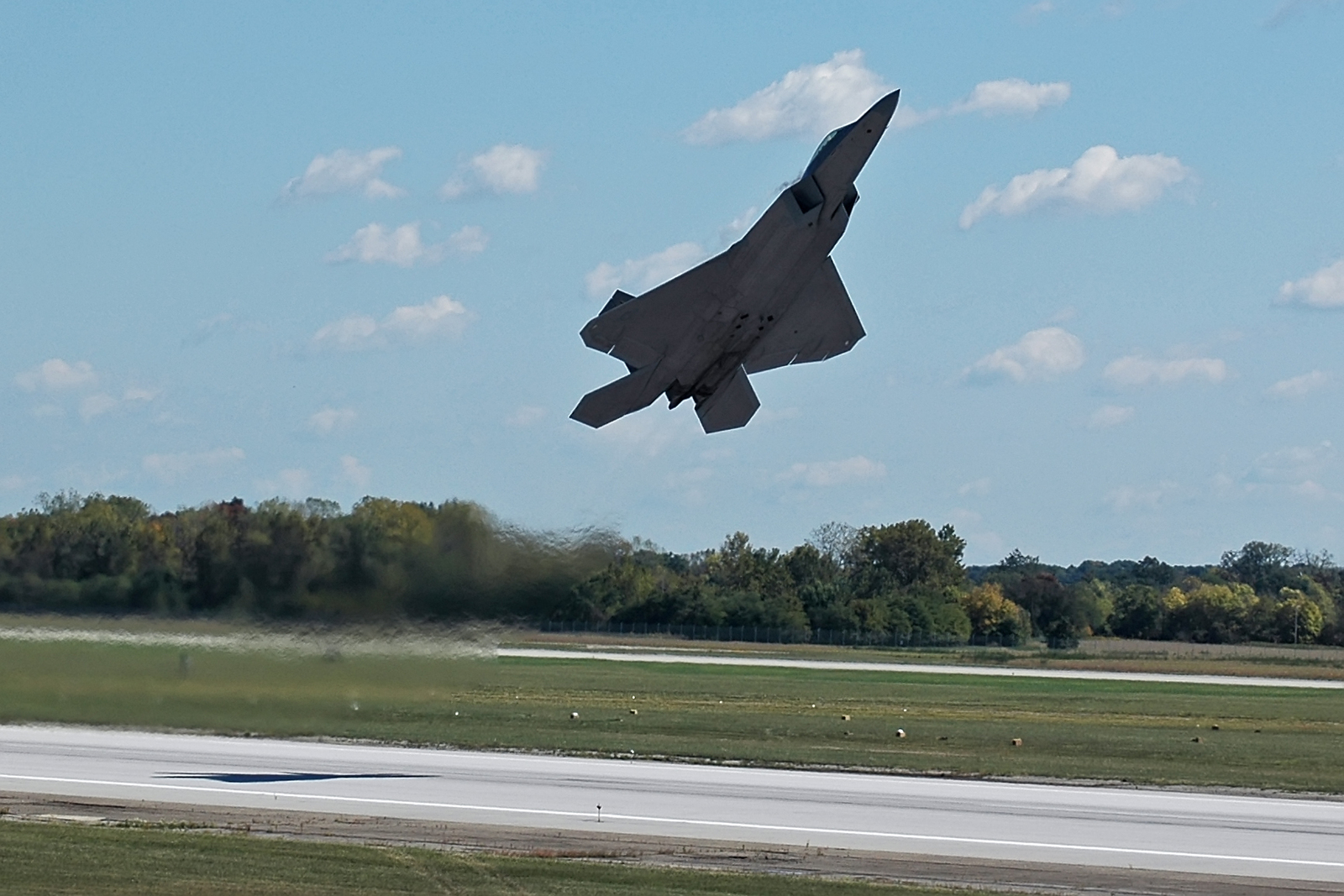
F–22 felszállása repülőnapon, 2007. szeptember 28-án
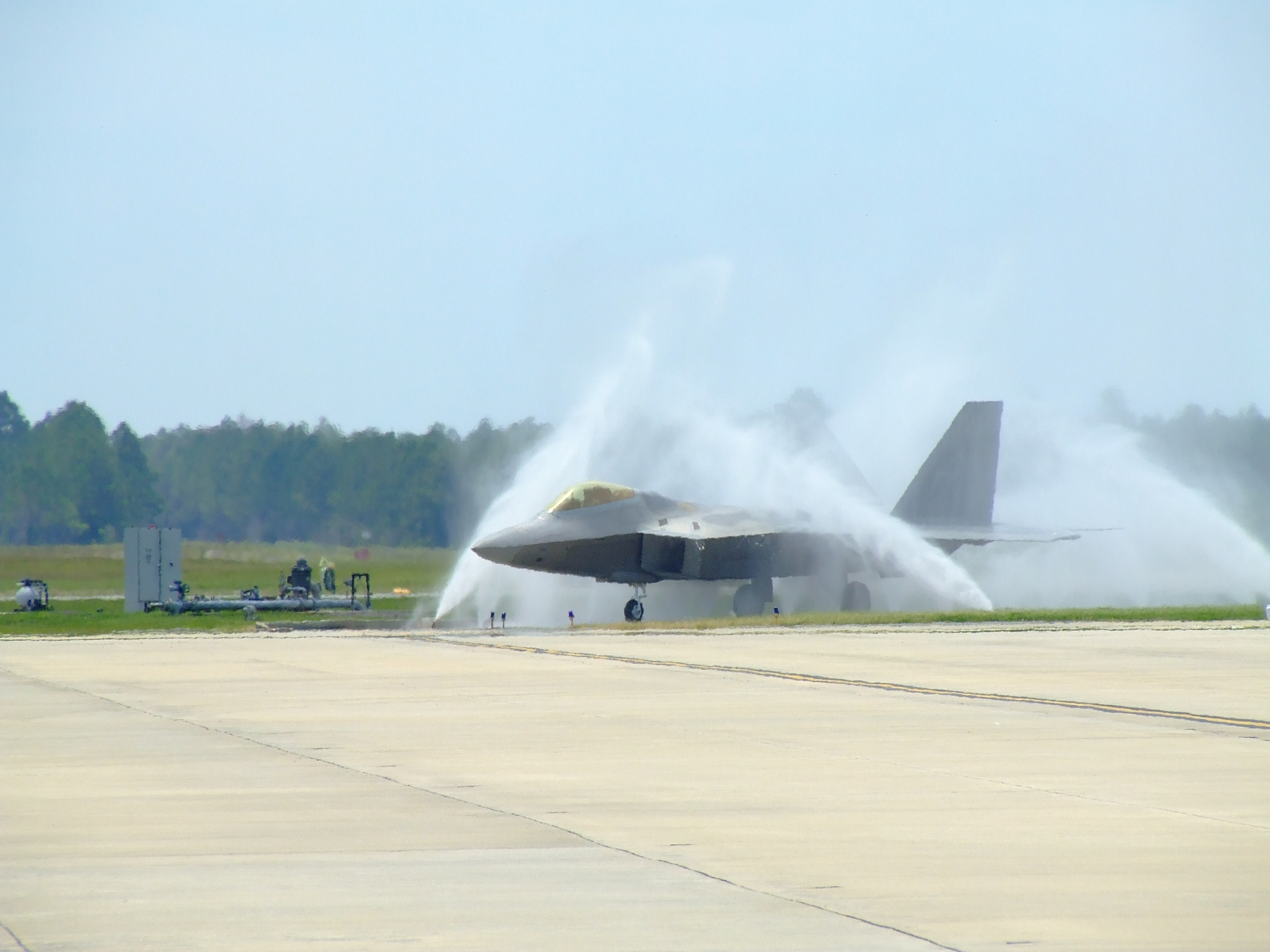
A Tyndall AFB egyik gépét leszállás után, még gurulás közben vízzel permetezik. A légibázis közel van a tengerparthoz, sós levegője a gépeket korrodálja, ezért van szükség a gyakori tisztításra.
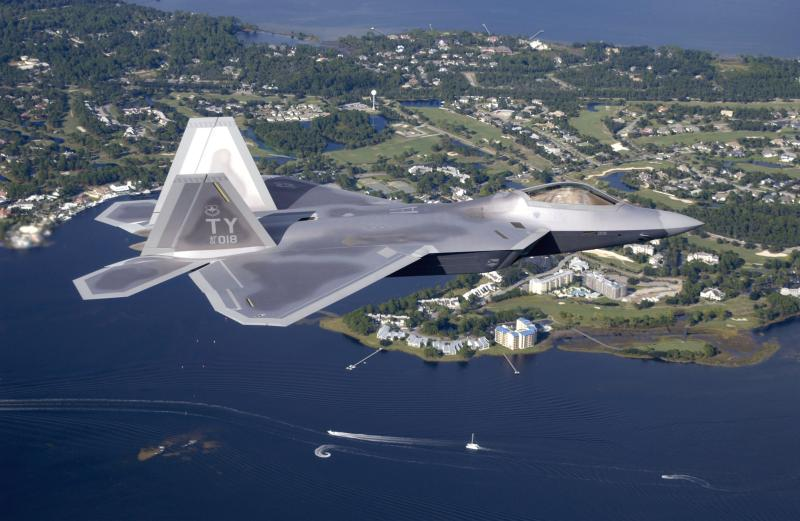
Az F–22 első hadrendi példánya Tyndall AFB közelében, a levegőben
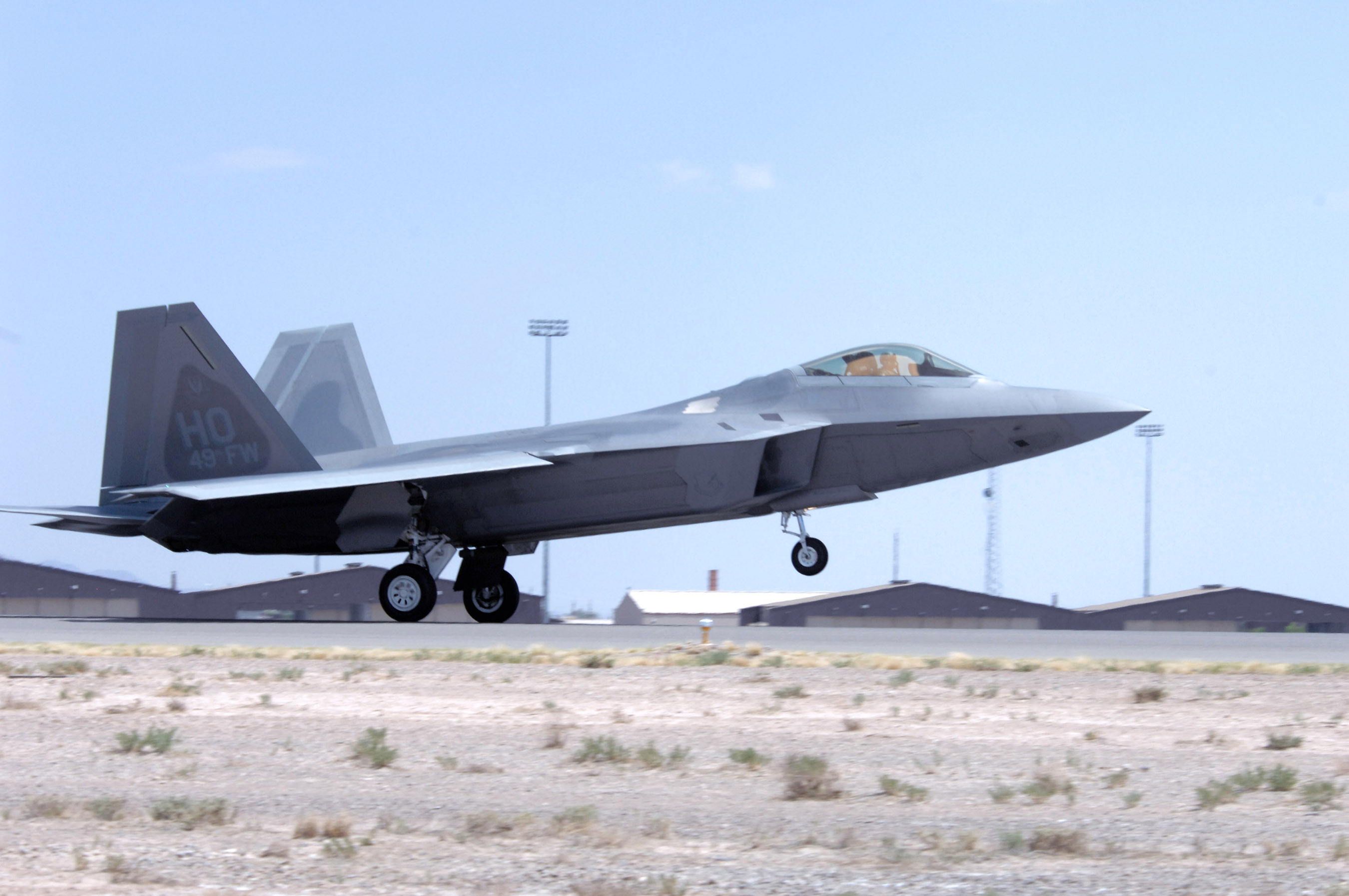
A Holloman AFB egyik első gépének érkezése 2008. június 2-án
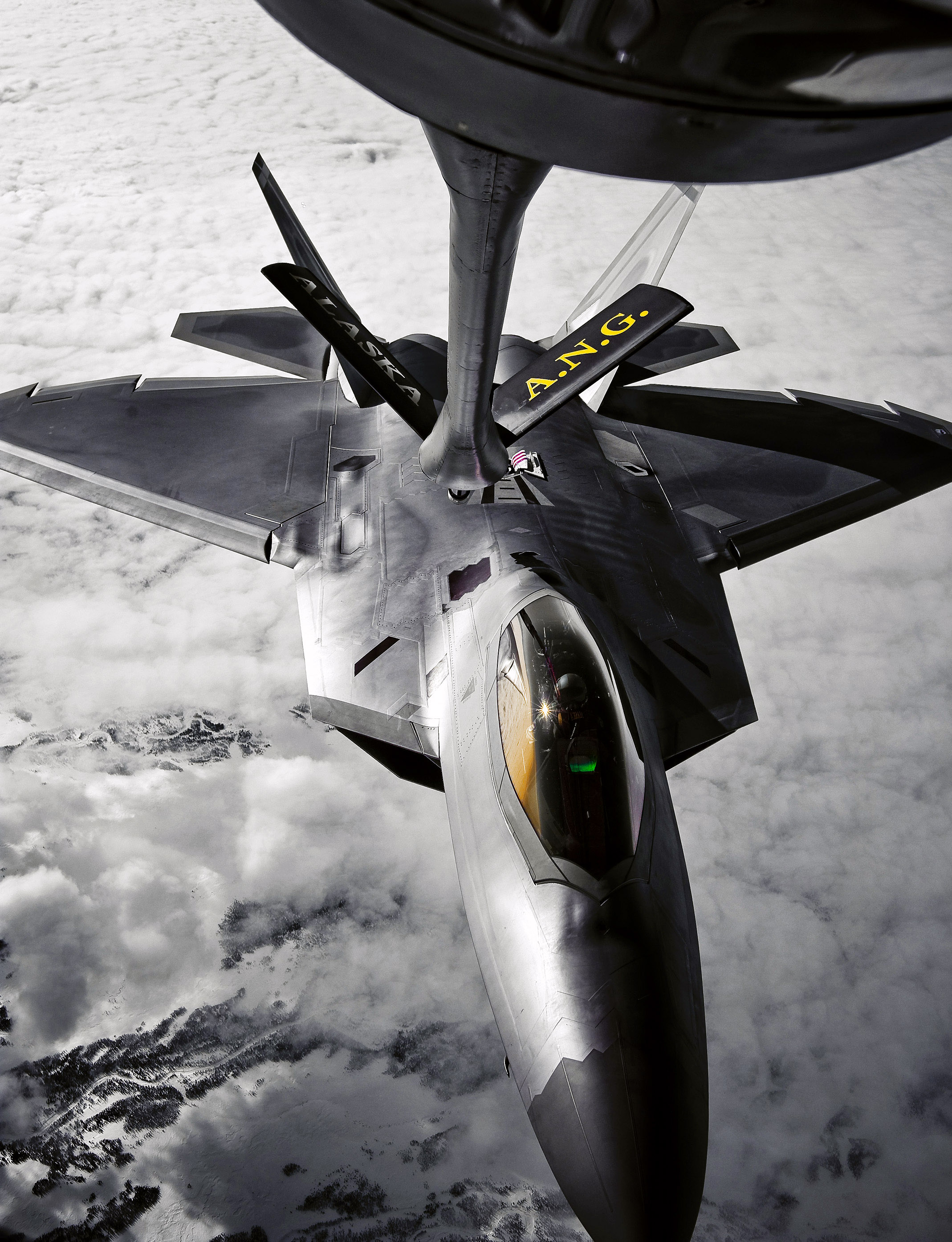
Alaszkai F–22-es légi utántöltés közben
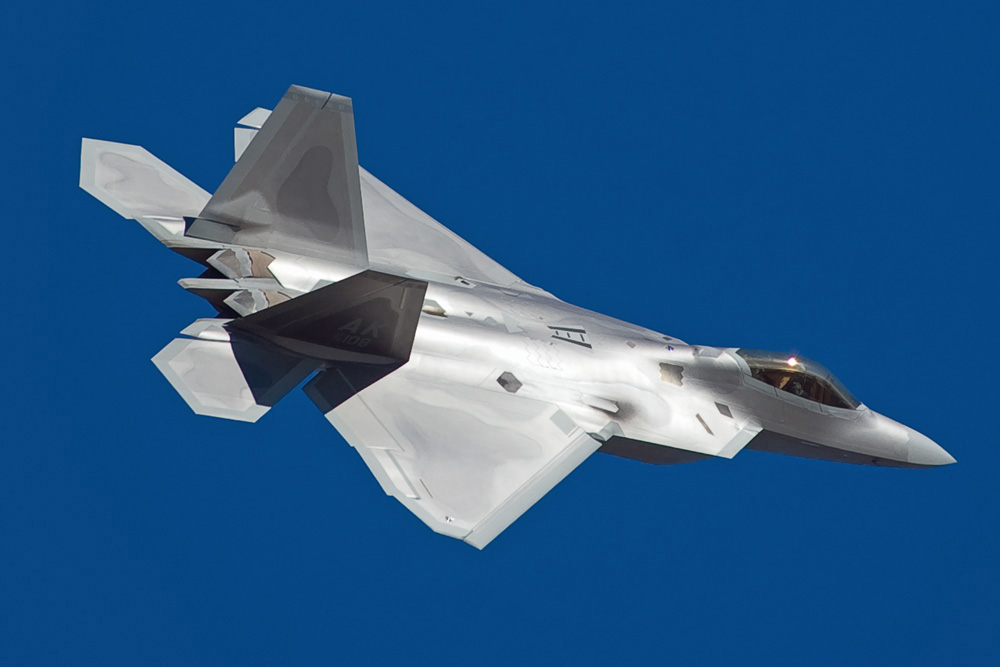
A 90. FS egyik vadonatúj F–22-ese
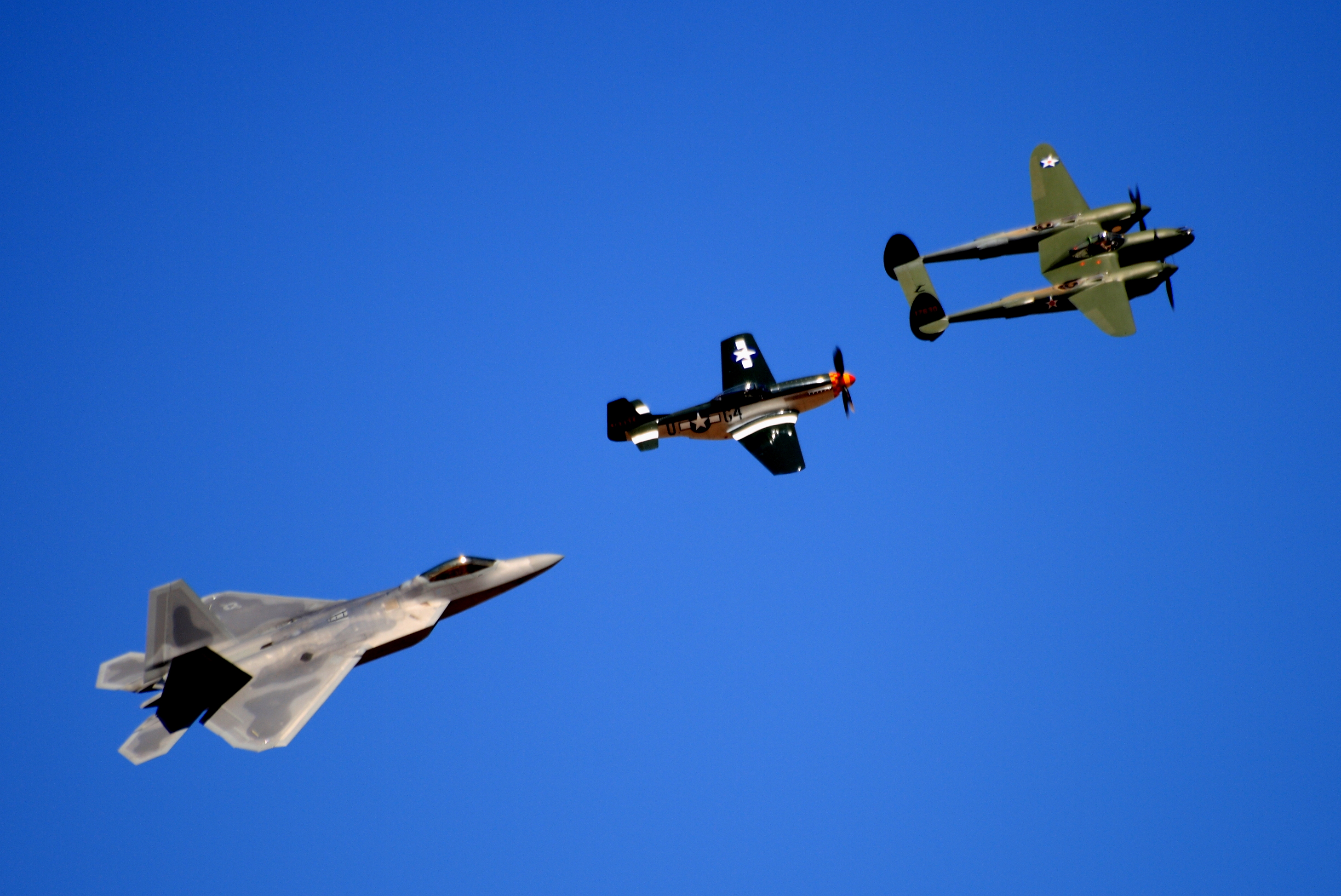
F–22 P–51 Mustanggal és P–38 Lightninggel kötelékben
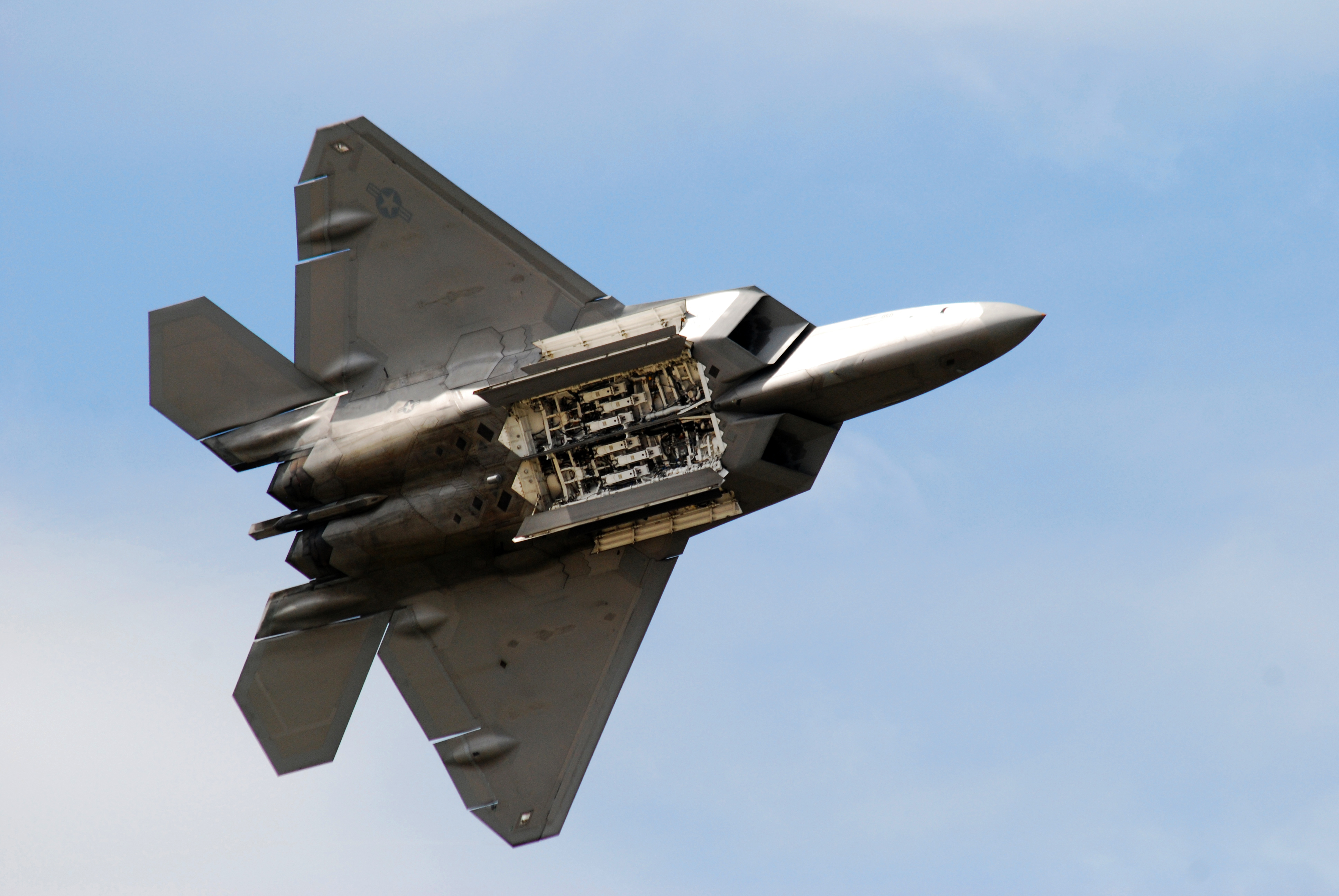
Az F–22 nyitott fegyvertér-ajtókkal
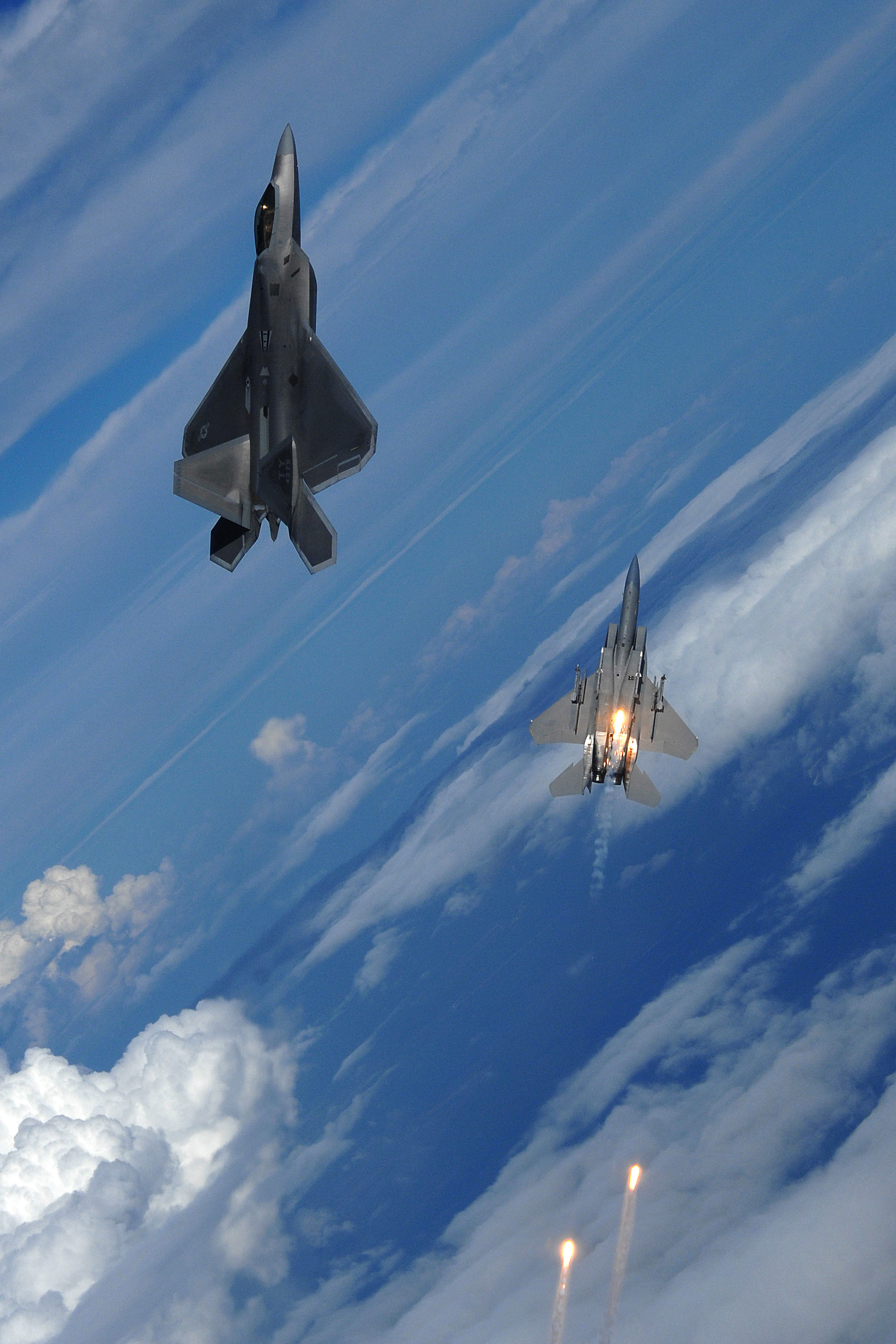
Egy F–22, és egy infracsapdát szóró F–15
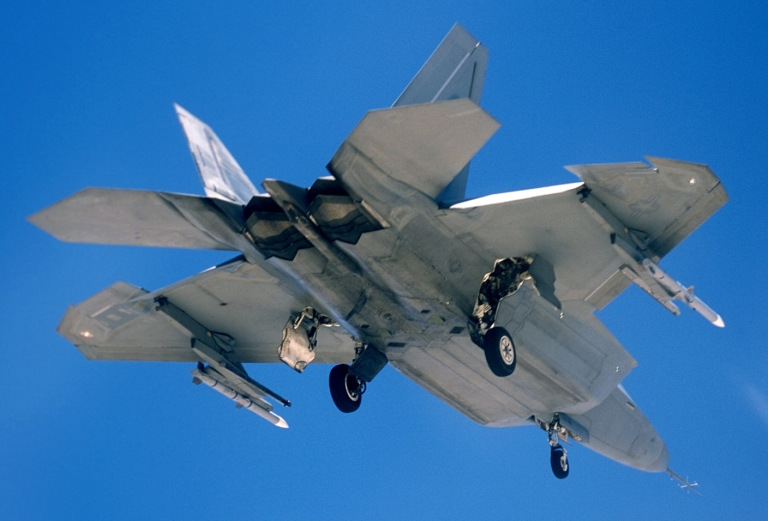
Külső függesztménnyel felszerelt F–22: a két szélső duplasínes felfüggesztésen AMRAAM-rakéták láthatóak
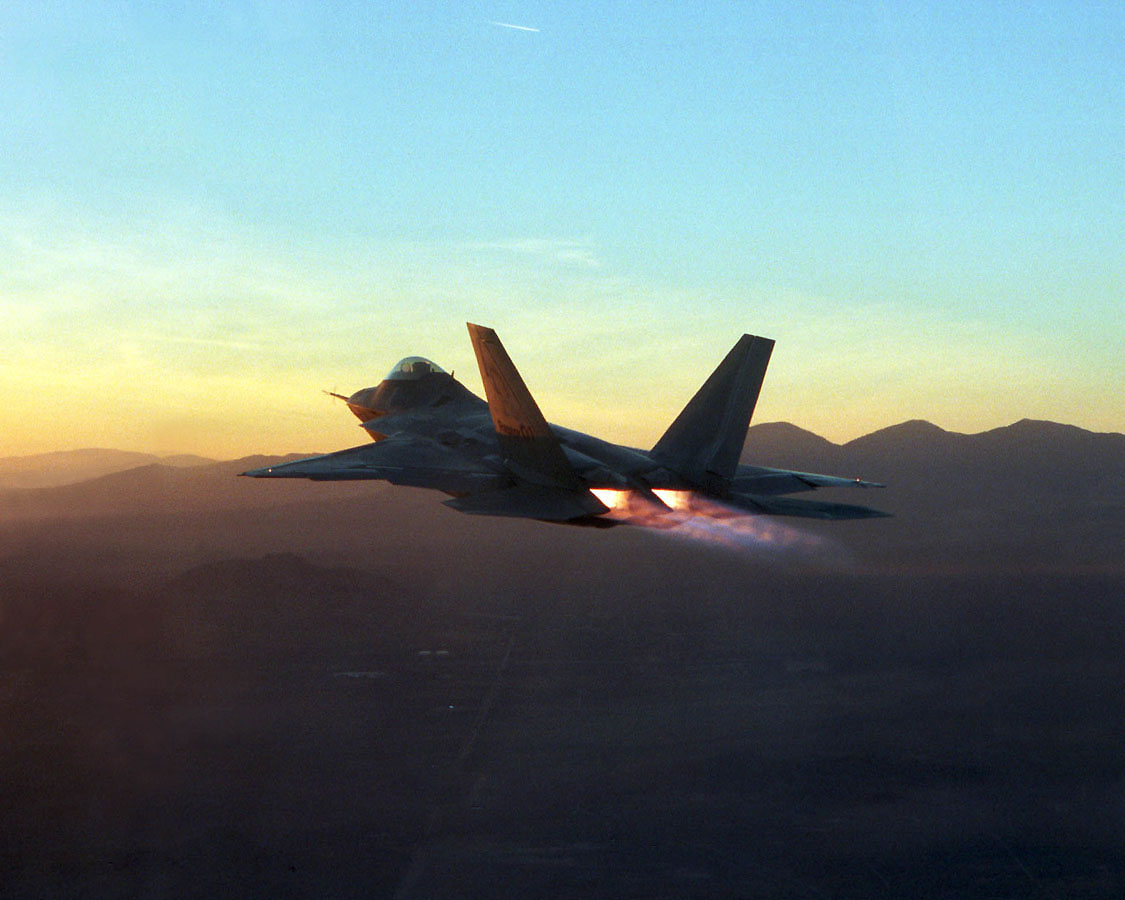
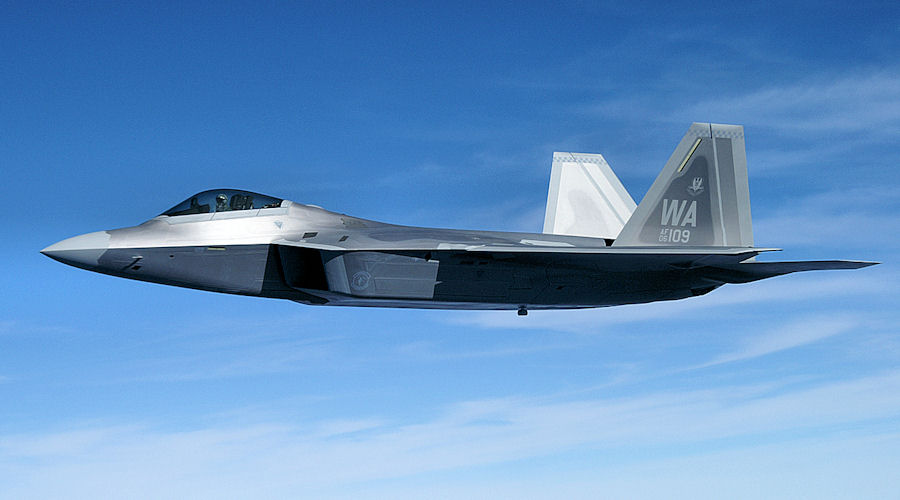
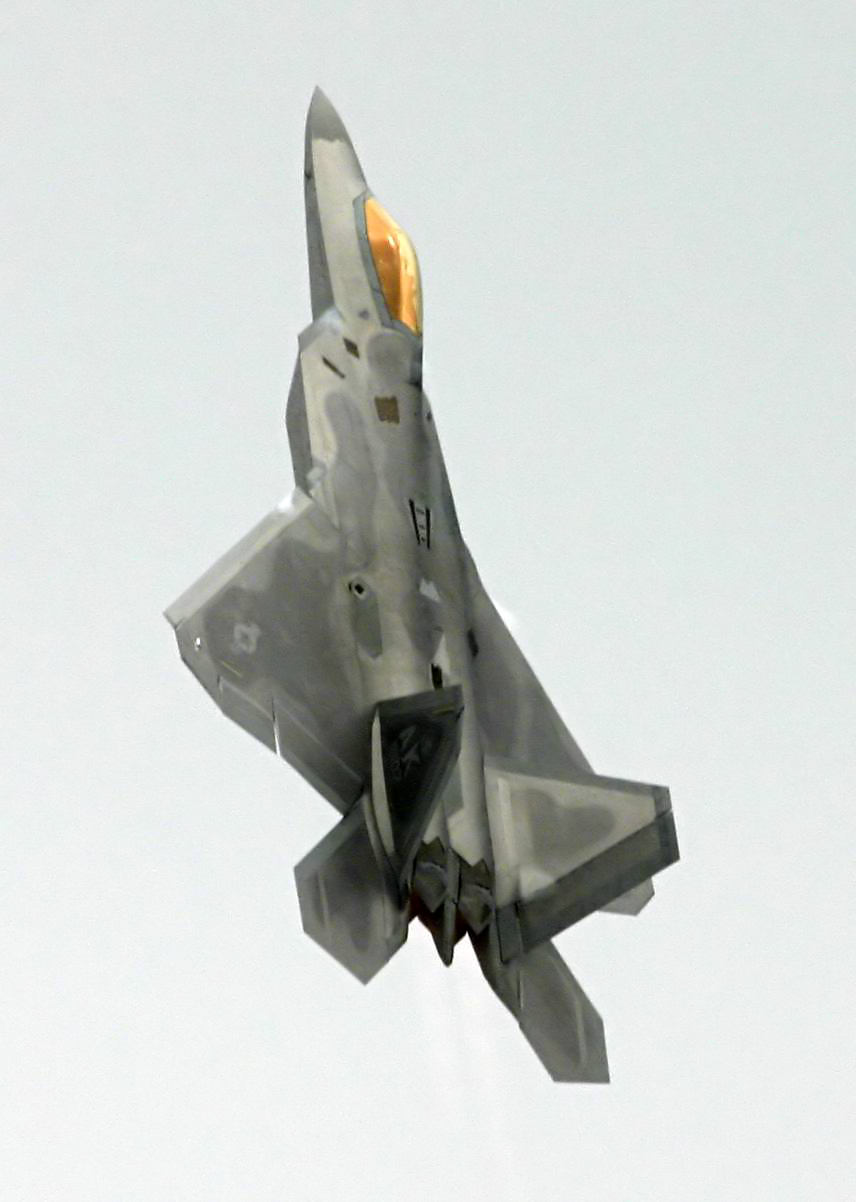